# Totò
Totò, pseudonimo di Antonio Griffo Focas Flavio Angelo Ducas Comneno Porfirogenito Gagliardi De Curtis Di Bisanzio (Napoli, 15 febbraio 1898 – Roma, 15 aprile 1967), è stato un attore, comico, commediografo, poeta, paroliere, sceneggiatore e filantropo italiano.

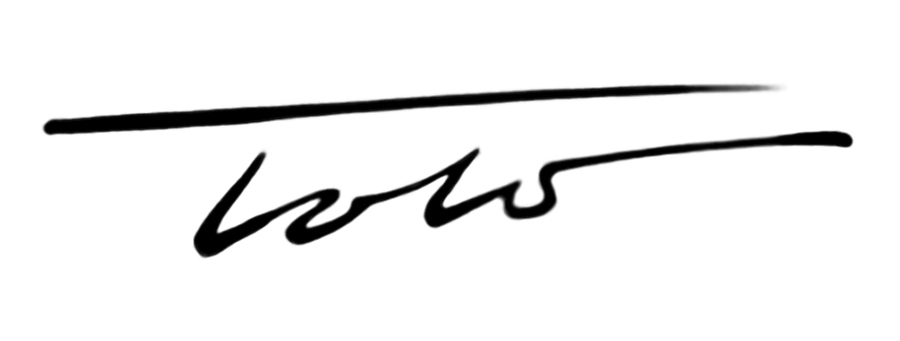
Firma di Totò

Attore simbolo dello spettacolo comico in Italia, soprannominato «il principe della risata»; è considerato, anche in virtù di alcuni ruoli drammatici, uno dei maggiori interpreti nella storia del teatro e del cinema italiano.
Nato Antonio Vincenzo Stefano Clemente, considerato uno dei protagonisti assoluti nel solco della tradizione della commedia dell'arte e accostato a comici come Buster Keaton e Charlie Chaplin, ma anche ai fratelli Marx e a Ettore Petrolini, in quasi cinquant'anni di carriera spaziò dal teatro (con oltre 50 titoli) al cinema (con 97 pellicole) e alla televisione (con 9 telefilm e vari sketch pubblicitari), lavorando con molti tra i più noti protagonisti del panorama italiano e raggiungendo, con numerosi suoi film, i record d'incasso.
Adoperò una propria unicità interpretativa, che risaltava sia in copioni puramente brillanti sia in parti più impegnate, sulle quali si orientò soprattutto verso l'ultima fase della sua vita, che concluse in condizioni di quasi totale cecità a causa di una grave forma di corioretinite, probabilmente aggravata dalla lunga esposizione ai fari di scena.
Spesso stroncato dalla maggior parte dei critici cinematografici a lui contemporanei, fu ampiamente rivalutato dopo la morte, tanto da risultare ancora oggi uno dei comici italiani più apprezzati e popolari di sempre.

## Biografia

### Lo «scugnizzo» del rione Sanità

Nato Antonio Clemente, ma conosciuto nel suo quartiere con il nomignolo di "Totò", che gli fu attribuito dalla madre. Qui fotografato all'età di otto anni

Nacque il 15 febbraio 1898 nel rione Sanità di Napoli (quartiere considerato il centro della guapparia napoletana), in via Santa Maria Antesaecula al terzo piano del numero civico 107 (mesi più tardi, a causa delle piccole dimensioni dell'abitazione, si trasferirono a pochi metri di distanza, al secondo piano del numero civico 109 della medesima via, riconosciuta oggi come abitazione storica di Totò), da una relazione clandestina tra la diciassettenne palermitana   Anna Clemente (1881-1947) e Giuseppe De Curtis (1873-1944), il quale per tenere segreto il legame in un primo momento non lo riconobbe, così da risultare inizialmente per l'anagrafe "Antonio Clemente, figlio di Anna Clemente e di N.N."
Solitario e di indole malinconica, crebbe in condizioni estremamente disagiate e fin da bambino dimostrò una forte vocazione artistica che gli impediva di dedicarsi allo studio, cosicché dalla quarta elementare fu retrocesso in terza. Ciò non creò in lui molto imbarazzo, anzi intratteneva spesso i suoi compagni di classe con piccole recite, esibendosi con smorfie e battute. Il bambino riempiva spesso le sue giornate osservando di nascosto le persone, in particolare quelle che gli apparivano più eccentriche, cercando di imitarne i movimenti, e facendosi attribuire così il nomignolo di «'o spione». Questo suo curioso metodo di "studio" lo aiutò molto per la caratterizzazione di alcuni personaggi interpretati durante la sua carriera.
Terminate le elementari, venne iscritto al collegio Cimino, dove per un banale incidente con uno dei precettori, che lo colpì involontariamente con un pugno, il suo viso subì una particolare conformazione del naso e del mento; un episodio che caratterizzò in parte la sua "maschera". Nel collegio non fece progressi, quindi decise di abbandonare prematuramente gli studi, senza aver ottenuto la licenza ginnasiale. Poiché sua madre lo voleva sacerdote, in un primo tempo frequentò la parrocchia come chierichetto; ma, incoraggiato dai primi piccoli successi nelle recite in famiglia (chiamate a Napoli «periodiche») e attratto dagli spettacoli di varietà, nel 1913, ancora in età giovanissima, iniziò a frequentare i teatrini periferici esibendosi – con lo pseudonimo di "Clerment" – in macchiette e imitazioni del repertorio di Gustavo De Marco, un interprete napoletano dalla grande mimica e dalle movenze snodate, simili a quelle di un burattino. Proprio su quei palcoscenici di periferia incontrò attori come Eduardo De Filippo, Peppino De Filippo e i musicisti Cesare Andrea Bixio e Armando Fragna.
Durante gli anni della prima guerra mondiale si arruolò volontario nel Regio Esercito. Secondo la figlia, fu chiamato alle armi nel 1917 venendo assegnato al 22º Reggimento fanteria di stanza dapprima a Pisa e poi a Pescia. Venne quindi trasferito al CLXXXII Battaglione di milizia territoriale, unità di stanza in Piemonte, ma destinata a partire per il fronte francese. Alla stazione di Alessandria, il Comandante del suo Battaglione lo armò di coltello e lo avvertì che avrebbe dovuto condividere i propri alloggiamenti in treno con un reparto di soldati marocchini dalle strane e temute abitudini sessuali. Totò a quel punto, terrorizzato, fu colto da malore (secondo alcune fonti simulò un attacco epilettico) e venne ricoverato nel locale ospedale militare, evitando così di partire per la Francia. Rimasto in osservazione per breve tempo, quando fu dimesso dalle cure ospedaliere venne assegnato all'88º Reggimento fanteria "Friuli" di stanza a Livorno; proprio in quel periodo subì continui soprusi e umiliazioni da parte di un graduato; da quell'esperienza nacque il celebre motto dell'attore: «Siamo uomini o caporali?»

### I primi esordi e ilvariété

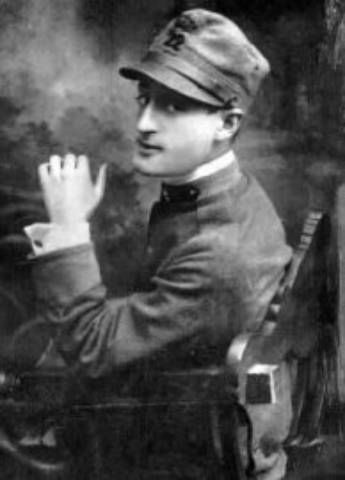
Totò durante il servizio militare, nel 1918

Dopo il servizio militare avrebbe voluto fare l'ufficiale di marina ma, non sopportando la disciplina, scappò di casa per esibirsi ancora come macchiettista; venne scritturato dall'impresario Eduardo D'Acierno (diventò poi celebre la macchietta de Il bel Ciccillo, riproposta nel 1949 nel film Yvonne la Nuit) e ottenne un primo successo alla Sala Napoli, locale minore del capoluogo campano, con una parodia della canzone di E. A. Mario Vipera, intitolata Vicolo, che aveva sentito recitare al Teatro Orfeo dall'attore Nino Taranto, al quale chiese se poteva "rubargliela".
All'inizio degli anni venti Giuseppe De Curtis riconobbe Totò come figlio e regolarizzò la situazione familiare sposandone la madre. Riunita, la famiglia si trasferì a Roma, dove Totò, con la disapprovazione totale dei genitori, fu scritturato come "straordinario" – cioè un elemento da utilizzare occasionalmente e senza nessun compenso - nella compagnia dell'impresario Umberto Capece, un reparto composto da attori scadenti e negligenti. Si affacciò così alla commedia dell'arte e guadagnò un particolare apprezzamento del pubblico impersonando sul palco l'antagonista di Pulcinella. Tuttavia, il giovane si sacrificava non poco per raggiungere il teatro: dal momento che non aveva i soldi neanche per un biglietto del tram, doveva partire da piazza Indipendenza per arrivare a piazza Risorgimento, dall'altra parte della città; a tal proposito, nella stagione invernale, chiese qualche moneta all'impresario Capece, che, in modo esageratamente brusco e inaspettato, lo esonerò e lo sostituì all'istante con un altro "straordinario". L'episodio fu un duro colpo per Totò, che rimase esterrefatto e dopo aver raccolto i suoi effetti si allontanò a malincuore dal teatro.
In quel breve periodo di disoccupazione Totò piombò nello sconforto totale e il suo morale si alzava solo quando riusciva a racimolare qualche soldo esibendosi in piccoli locali; nel corso di quelle esperienze, decise di puntare al genere teatrale a lui più congeniale: il varietà (o variété nella dizione francese). Progettò di presentarsi al capocomico napoletano Francesco De Marco (famoso per le sue stravaganti esibizioni teatrali), ma all'ultimo minuto ebbe un ripensamento, probabilmente a causa dell'insicurezza.
L'attore iniziò a ponderare l'idea di esibirsi da solo e dunque decise di mantenere come modello d'ispirazione Gustavo De Marco (non imparentato con il capocomico Francesco), che Totò, esercitandosi davanti allo specchio, riusciva a imitare senza particolari sforzi. Appena sentitosi pronto, decise di tentare al Teatro Ambra Jovinelli, che al tempo era la massima rappresentazione dello spettacolo di varietà, dove erano passati artisti come Ettore Petrolini, Raffaele Viviani, Armando Gill, Gennaro Pasquariello, Alfredo Bambi e lo stesso De Marco. Emotivamente teso, si presentò al titolare del teatro, Giuseppe Jovinelli, un uomo rude conosciuto e rispettato per un suo passato scontro con un piccolo boss della malavita locale. Il breve colloquio andò inaspettatamente bene e Totò, con sua gioia e incredulità, venne preso. Esordì con tre macchiette di De Marco: Il bel Ciccillo, Vipera e Il Paraguay, che ebbero un buon successo di pubblico e un impensabile entusiasmo da parte di Jovinelli. Il comico firmò un contratto prolungato con il titolare, che lo usò spesso in varie parti dello spettacolo e che organizzò addirittura un finto match tra lui e il pugile Oddo Ferretti.
Il consenso del pubblico ottenuto al teatro non compensava però lo stile di vita dell'artista: la paga era molto bassa e non poteva neanche permettersi abiti eleganti e accessori raffinati (ai quali teneva molto) o un taglio di capelli caratteristico, con le basette come quelle di Rodolfo Valentino. In quell'arco di tempo fece appunto amicizia con un barbiere, Pasqualino, il quale, avendo conoscenze in campo teatrale e impietosito dalle ristrettezze economiche del giovane, riuscì a farlo scritturare da Salvatore Cataldi e Wolfango Cavaniglia, i proprietari del Teatro Sala Umberto.

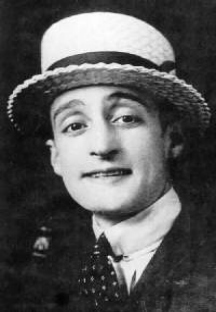
Fotografia di Totò risalente agli anni venti

Totò rinnovò il suo corredo teatrale (che fino a quel momento era composto da un singolo abito di scena sempre più consumato): una logora bombetta, un tight troppo largo, una camicia lisa con il colletto basso, una stringa di scarpe per cravatta, un paio di pantaloni corti e larghi "a zompafosso", calze colorate e comuni scarpe basse e nere. La sera dell'esordio l'attore diede il meglio di sé, lasciandosi andare in mimiche facciali, piroette, doppi sensi e le immancabili macchiette di Gustavo De Marco. Tra grida di bis e applausi, l'esperienza al salone Umberto I segnò per Totò l'affermazione definitiva nello spettacolo di varietà.
(Un modo di dire tipico di Totò)
Tra il 1923 e il 1927 si esibì nei principali caffè-concerto italiani, facendosi conoscere anche a livello nazionale. Grazie ai maggiori guadagni, poté finalmente permettersi di vestire abiti eleganti e di curare maggiormente il suo aspetto fisico, con i capelli impomatati e le desiderate basette alla Rodolfo Valentino; fu un periodo roseo soprattutto per quanto riguarda le donne, con le quali ebbe una serie di avventure (per lo più con sciantose e ballerine), tanto che acquisì presto la fama di vero «sciupafemmene». Prima di iniziare un suo spettacolo, sbirciava sempre tra il pubblico alla ricerca della "bella di turno" alla quale dedicare la sua esibizione, che il più delle volte, dopo varie serate, lo raggiungeva nel suo camerino durante l'intervallo o al termine dello spettacolo.
Nel 1927 fu scritturato da Achille Maresca, titolare di due diverse compagnie; Totò entrò a far parte prima della compagnia di cui era primadonna Isa Bluette, una delle soubrette più in voga del periodo, e poi, dal 1928 di quella di Angela Ippaviz; gli autori erano "Ripp" (Luigi Miaglia) e "Bel Ami" (Anacleto Francini). Nella prima compagnia conobbe Mario Castellani, destinato a diventare in seguito una delle sue "spalle" più fedeli e apprezzate.
Nel 1929, mentre si trovava a La Spezia con la compagnia di Achille Maresca, venne contattato dal barone Vincenzo Scala, titolare del botteghino del Teatro Nuovo di Napoli, inviato dall'impresario Eugenio Aulicio per scritturarlo come "vedette" in alcuni spettacoli di Mario Mangini e di Eduardo Scarpetta, tra cui Miseria e nobiltà, Messalina e I tre moschettieri (dove impersonò d'Artagnan), accanto a Titina De Filippo. Messalina rimase particolarmente impresso negli occhi del pubblico, in quanto Totò improvvisò una scenetta in cui si arrampicava su per il sipario facendo smorfie e sberleffi agli spettatori, i quali andarono totalmente in visibilio.

#### Liliana Castagnola

Negli anni trenta

Le soddisfazioni professionali dell'attore non andavano però di pari passo con quelle sentimentali: nonostante il suo successo con le donne e le numerose avventure, si sentiva inappagato. Fino a quando non irruppe nella sua vita Liliana Castagnola, che Totò vide su alcune fotografie in un provocante abito di scena, rimanendone subito colpito. La sciantosa, fino a quel momento, era stata costante oggetto delle cronache mondane: era stata espulsa dalla Francia con l'accusa di aver indotto due marinai al duello e un suo amante geloso si era tolto la vita dopo averle sparato due colpi di pistola, uno dei quali l'aveva ferita al viso lasciandole un frammento di proiettile che le causava forti dolori e per i quali assumeva tranquillanti. A causa della cicatrice, sebbene lieve, ella adottò la pettinatura "a caschetto" che le copriva guance e fronte.
La donna giunse a Napoli nel dicembre 1929, scritturata dal Teatro Nuovo; incuriosita dal veder recitare l'artista napoletano, si presentò una sera a un suo spettacolo. Totò non si lasciò sfuggire l'occasione e iniziò a corteggiarla mandandole, alla pensione degli artisti dove lei abitava, mazzi di rose con un biglietto d'ammirazione, al quale lei rispose con una lettera d'invito. Furono questi gli inizi di un'intensa, seppur breve e tormentata, storia d'amore. Sebbene fosse una donna fatale sia sul palcoscenico sia nella vita reale, la Castagnola nutriva per l'artista napoletano un sentimento sincero e passionale, cercando una relazione stabile e sicura.

Liliana Castagnola in abito di scena: fu una delle foto che provocarono l'interesse di Totò

Dopo il primo periodo iniziarono i problemi legati alla gelosia: Totò non sopportava l'idea che Liliana, durante le sue tournée, fosse corteggiata dagli ammiratori e questo lo portò a temere eventuali tradimenti, il che diede origine a continui litigi. Entrambi furono poi vittime di malelingue e pettegolezzi; la donna entrò in un profondo stato di depressione e la loro relazione si deteriorò. Liliana, accrescendo un senso di attaccamento morboso al suo uomo, pur di restargli accanto propose di farsi scritturare nella sua stessa compagnia, ma Totò, sentendosi oppresso dal comportamento di lei, fu più volte sull'orlo di lasciarla, fino a quando decise di accettare un contratto con la compagnia della soubrette "Cabiria", che lo avrebbe portato a Padova.
L'epilogo fu che Liliana, sentitasi abbandonata dall'amato, si suicidò ingerendo un intero tubetto di sonniferi. Fu trovata morta nella sua stanza d'albergo, con al suo fianco una lettera d'addio a Totò:
potrai dare a mia sorella Gina tutta la roba che lascio in questa pensione. Meglio che se la goda lei, anziché chi mai mi ha voluto bene. Perché non sei voluto venire a salutarmi per l'ultima volta? Scortese, omaccio! Mi hai fatto felice o infelice? Non so. In questo momento mi trema la mano... Ah, se mi fossi vicino! Mi salveresti, è vero? Antonio, sono calma come non mai. Grazie del sorriso che hai saputo dare alla mia vita grigia e disgraziata. Non guarderò più nessuno. Te l'ho giurato e mantengo. Stasera, rientrando, un gattaccio nero mi è passato dinnanzi. E, ora, mentre scrivo, un altro gatto nero, giù per la strada, miagola in continuazione. Che stupida coincidenza, è vero?... Addio. Lilia tua.»
(La lettera)
Totò, che ritrovò il corpo esanime della donna il mattino seguente, ne rimase sconvolto: il peso della responsabilità, il non aver capito l'intensità dei sentimenti di lei e i rimorsi per aver pensato «ha avuto molti uomini, posso averla senza assumermi alcuna responsabilità», lo accompagnarono per tutta la vita, tanto che decise di seppellirla nella cappella dei De Curtis a Napoli, nella tomba sopra la sua, e decretò che, qualora avesse avuto una figlia, invece di battezzarla con il nome della nonna paterna Anna (secondo l'uso napoletano), le avrebbe dato il nome di Liliana, come poi effettivamente fece con la figlia Liliana de Curtis. Totò volle inoltre conservare un fazzoletto intriso di rimmel che raccolse la mattina del ritrovamento del corpo di Liliana, con il quale probabilmente ella si asciugò le lacrime in attesa della morte.
In merito all'impegno già preso, la sera stessa partì per la tournée con la compagnia a Padova. Era il marzo del 1930. Tornato a Roma il mese successivo, si esibì nuovamente in numerosi spettacoli alla Sala Umberto I, dove ripropose il suo repertorio di macchiette e nuove creazioni, impersonando anche Charlot, come suo umile omaggio a Chaplin. Tornò poi a lavorare con l'impresario Maresca, con il quale iniziò una nuova tournée riproponendo i successi degli anni precedenti.

### L'avanspettacolo e l'incontro con il cinema
Sempre nel 1930, anno dell'avvento del sonoro in Italia, Stefano Pittaluga, che produsse con la Cines La canzone dell'amore (il primo film sonoro italiano), era alla ricerca di nuovi volti da portare sul grande schermo. Le doti comiche di Totò non gli sfuggirono e, dato che era in procinto di produrre un film (Il ladro disgraziato), gli fece fare un provino. La pellicola non vide mai la luce, anche per il fatto che il regista avrebbe voluto che Totò imitasse Buster Keaton, idea che all'attore non garbava.
Momentaneamente accantonata l'eventualità di entrare nel cinema, nel 1932 diventò capocomico di una propria formazione, proponendosi nell'avanspettacolo, un genere teatrale che continuò a diffondersi in Italia fino al 1940. In tournée a Firenze conobbe l'allora sedicenne Diana Rogliani (la giovane età della ragazza suscitò inizialmente qualche riluttanza da parte di lui), dalla quale poco dopo ebbe una figlia che, in onore della compianta Castagnola, battezzò Liliana.
Gli anni trenta furono un periodo di grandi successi per il comico che, malgrado i guadagni non molto alti, si sentiva professionalmente affermato: portò in scena, insieme alla sua prima spalla Guglielmo Inglese (più avanti fu Eduardo Passarelli), numerosi spettacoli in tutta Italia. Sulla traccia di copioni spesso approssimativi, Totò ebbe modo di dare sfogo alle risorse creative della sua comicità surreale, con mimiche grottesche e deformazioni/invenzioni linguistiche, interpretando anche Don Chisciotte e travestendosi addirittura da soubrette; imparò così l'arte dei guitti, ossia quegli attori che recitavano senza un copione ben impostato (molte macchiette le ripropose poi nel suo repertorio cinematografico: "Il pazzo", "Il chirurgo", "Il manichino”), arte alla quale Totò aggiunse caratteristiche tutte sue, pronto a sbeffeggiare i potenti quanto a esaltare  i bisogni umani primari: la fame, la sessualità, la salute mentale, esprimendo il tutto con distinti doppi sensi, ma senza mai trascendere nella volgarità. A plasmare questa sua forma di espressione fu il fatto di aver vissuto per anni in povertà; lui stesso era del pensiero che «la miseria è il copione della vera comicità…» e che «non si può essere un vero attore comico senza aver fatto la guerra con la vita». Acquisì quindi una sua originale personalità recitativa, diventando uno dei maggiori protagonisti della stagione dell'avanspettacolo.

Totò nel suo primo film, Fermo con le mani (1937), dove i caratteristici occhi e la bocca dell'attore, fortemente marcati dal trucco di scena, ricordano Ridolini del cinema muto

Nel 1934 mise su casa a Roma, insieme alla figlia Liliana e alla compagna Diana Rogliani, per la quale nutriva un'ossessiva gelosia e che sposò nell'aprile dell'anno successivo. Fu in quel periodo che alcune personalità importanti tentarono di imporlo nel cinema: tra di loro Umberto Barbaro e Cesare Zavattini, che cercò infatti di inserirlo nella parte di "Blim" nel film Darò un milione di Mario Camerini, ruolo andato poi a Luigi Almirante. Non realizzandosi questi progetti, il vero esordio avvenne nel 1937 con Fermo con le mani: il produttore Gustavo Lombardo, fondatore della Titanus, scritturò Totò dopo averlo notato mentre era a pranzo in un ristorante di Roma. La direzione fu affidata al regista Gero Zambuto. Il film, la cui intenzione primaria era proporre al pubblico italiano un'alternativa al personaggio di Charlot, fu concepito con mezzi molto scarsi e non ebbe grande successo.
Nel 1938 Totò fu vittima di un infortunio: ebbe un distacco di retina traumatico e perse la vista dell'occhio sinistro, cosa di cui erano al corrente soltanto i familiari stretti e l'amico Mario Castellani. Nonostante l'incidente, trovò la forza di riaffacciarsi per un breve periodo al teatro d'avanspettacolo, la cui epoca, per lui gloriosa, giungeva purtroppo al termine. In quel frangente la sua vita coniugale entrò in crisi: si sentiva come soffocato dal matrimonio, anche a causa della sua opprimente gelosia nei confronti della giovane consorte (si dice che la tenesse perfino chiusa nel camerino mentre lui si esibiva). Decise dunque di ritornare scapolo e si accordò con Diana per la separazione. Poiché ai tempi in Italia non c'era la possibilità di divorzio, i due dovettero chiedere lo scioglimento all'estero, in Ungheria, per far sì che fosse poi annullato in Italia. Dopo l'annullamento, i due continuarono comunque a vivere insieme, trasferendosi in viale dei Parioli, insieme alla figlia e ai genitori di lui.

Totò con Guglielmo Inglese, che fu una delle sue "spalle" teatrali più presenti insieme a Eduardo Passarelli e Mario Castellani. I primi due parteciparono anche ad alcuni film con Totò, Castellani invece affiancò il comico in quasi tutta la sua carriera cinematografica.

Dopo Fermo con le mani, del quale Totò non si ritenne molto soddisfatto, ci fu, nel 1939, un secondo tentativo cinematografico, che inizialmente riscontrò problemi per i costi di produzione: Animali pazzi di Carlo Ludovico Bragaglia, dove Totò interpretò un doppio ruolo. Pure questo suo secondo film non fu del tutto riuscito, sebbene l'attore avesse sfruttato al massimo le sue potenzialità "marionettistiche".
Alla fine del 1939 andò in tournée a Massaua e Addis Abeba, nell'Africa Orientale Italiana, accompagnato da Diana Rogliani, Eduardo Passarelli e la soubrette Clely Fiamma, presentando lo spettacolo 50 milioni… c'è da impazzire!, scritto insieme a Guglielmo Inglese e già mostrato al pubblico italiano anni prima. Una volta rientrato in patria interpretò la sua terza pellicola, San Giovanni decollato, che fu sceneggiata, tra gli altri, da Cesare Zavattini, il produttore Liborio Capitani voleva affidare anche la regia. Zavattini però non se la sentì e il compito passò ad Amleto Palermi. Il film fu un successo di critica: alcuni commenti sulla rivista Cinema e su L'Espresso elogiarono proprio la recitazione di Totò, la sua capacità espressiva, i suoi giochi di parole e i suoi movimenti snodati. Zavattini, che nutriva ammirazione artistica verso l'attore, scrisse per lui il soggetto Totò il buono, che non divenne un film ma servì alla realizzazione del film Miracolo a Milano (1951) di Vittorio De Sica, con il quale Zavattini instaurò uno dei sodalizi più celebri del neorealismo cinematografico italiano. Il quarto film di Totò fu L'allegro fantasma, sempre di Amleto Palermi, dove gli vennero affidati tre ruoli differenti. Girato nell'autunno del 1940 e uscito a ottobre 1941, fu per il momento l'ultimo film che interpretò prima del suo ritorno a teatro.

### La rivista

Totò a teatro con Anna Magnani, nella parte finale della rivista Quando meno te l'aspetti, presentata al pubblico nella stagione 1940-1941

Questi primi esperimenti cinematografici surreali non ottennero il successo di pubblico che Totò riscuoteva invece sul palcoscenico. Quando tornò a teatro, alla fine del 1940, l'avanspettacolo era già tramontato, sostituito dalla "rivista", un genere teatrale sorto a Parigi e dal carattere (almeno nel primo periodo) esclusivamente satirico – per quanto concesso dal regime fascista – presentato sotto forma di azioni sceniche ricche di allusioni e di accenni piccanti. In quel periodo l'Italia era da poco entrata in guerra e la ferrea censura del fascismo era attentissima a qualsiasi battuta ambigua o accenno negativo sul governo Mussolini.
Totò esordì al Teatro Quattro Fontane di Roma insieme a Mario Castellani (da quel momento la sua "spalla" ideale) e Anna Magnani (come primadonna), con i quali instaurò un solido rapporto artistico e umano. La rivista era Quando meno te l'aspetti di Michele Galdieri, uno tra i grandi scrittori di riviste teatrali degli anni quaranta. Totò strinse con Galdieri un sodalizio durato nove anni, con spettacoli scritti anche dall'attore stesso e messi in scena dagli impresari Elio Gigante e Remigio Paone; tra le riviste più note: Quando meno te l'aspetti, Volumineide, Orlando Curioso, Che ti sei messo in testa? e Con un palmo di naso.
A causa della guerra, intanto, i tempi erano difficili anche per il teatro, per la mancanza di mezzi di trasporto, il divieto di circolazione delle auto private e soprattutto i bombardamenti, in particolare a Milano, dove gli spettacoli venivano spesso interrotti e gli attori erano costretti ad allontanarsi verso il rifugio più vicino, senza neanche il tempo di togliersi gli abiti di scena. Fu il periodo in cui Totò venne scritturato dalla Bassoli Film per prendere parte a una nuova pellicola che comprendeva nel cast anche il pugile Primo Carnera, Due cuori fra le belve (ridistribuito dopo la guerra con il titolo Totò nella fossa dei leoni), del regista Giorgio Simonelli, che venne girato con animali autentici.
Nel maggio 1944, la rivista Che ti sei messo in testa? (che avrebbe dovuto chiamarsi Che si son messi in testa?, un chiaro accenno agli occupanti tedeschi) creò problemi al comico napoletano, che dopo le prime rappresentazioni al Teatro Valle di Roma, venne dapprima intimorito con una bomba all'entrata dal teatro, poi denunciato dalla polizia, insieme ai fratelli De Filippo, con un telegramma dal Comando Tedesco indirizzato al teatro Principe, che Totò non lesse mai; venne avvertito però da una telefonata anonima. Per evitare l'arresto, Totò, dopo aver allertato i fratelli De Filippo, si rifugiò con la ex moglie Diana e la figlia a casa di un amico in via del Gelsomino nei pressi della via Aurelia, all'estrema periferia ovest di Roma, mentre i De Filippo si nascosero in via Giosuè Borsi. Passati alcuni giorni, Totò dovette comunque lasciare l'abitazione poiché molti suoi ammiratori lo avevano riconosciuto e quindi il nascondiglio non era più sicuro. Tornò presso la sua abitazione, dove erano rimasti i genitori e si segregò in casa fino al 4 giugno, giorno della liberazione della capitale (secondo varie testimonianze avrebbe anche notevolmente contribuito ai finanziamenti della Resistenza romana).

La Magnani fu probabilmente l'unica interprete femminile in grado di misurarsi con la recitazione di Totò.

Il 26 giugno riprese a recitare: tornò al Teatro Valle con la Magnani nella nuova rivista Con un palmo di naso, in cui diede libero sfogo alla sua satira impersonando il Duce (sotto i panni di Pinocchio) e Hitler, che dissacrò ulteriormente dopo l'attentato del 20 luglio 1944, rappresentandolo in un atteggiamento ridicolo, con un braccio ingessato e i baffetti che gli facevano il solletico, e mandando in estasi l'intera platea.
(Totò)

Totò mentre interpreta Pinocchio con Anna Magnani e Mario Castellani, nella rivista Volumineide (1941-1942)

Nel 1945, dopo alcune esibizioni nella capitale, a Siena e a Firenze, portando in scena la rivista Imputati, alziamoci! (in cui faceva la caricatura di Napoleone), Totò fu avvicinato al termine dello spettacolo da un partigiano che, indispettito da una sua battuta di risposta che accomunava ironicamente fascisti e partigiani, lo colpì al viso con un pugno. Totò, corso immediatamente al commissariato per denunciare il fatto, decise poi di lasciar correre senza sporgere querela.
In quel periodo si interruppe il suo sodalizio artistico con Anna Magnani quando l'attrice si rivelò al grande pubblico internazionale interpretando il ruolo della popolana Pina nel film Roma città aperta, diretto dal suo compagno Roberto Rossellini. Totò invece proseguì per la sua strada continuando con il cinema e con il teatro.

### La Totò-mania
Dopo la morte del padre Giuseppe De Curtis (avvenuta nel settembre 1944), tra il 1945 e gli anni successivi Totò alternò teatro e cinema, dedicandosi anche alla creazione di canzoni e poesie, ma anche a buone letture, prediligendo in particolar modo Luigi Pirandello.
Interpretò la sua sesta pellicola, Il ratto delle Sabine, con regista Mario Bonnard; il film venne accolto da alcune critiche avverse, come quella di Vincenzo Talarico, che stroncò l'attore "augurandosi che rientrasse al più presto nei ranghi del teatro di rivista." Poi ci fu I due orfanelli, scritto da Steno e Agenore Incrocci e diretto da Mario Mattoli, con il quale Totò interpretò altri tre film tra il 1947 e il 1949: Fifa e arena, Totò al Giro d'Italia (il primo film in cui compariva il suo nome nel titolo) e I pompieri di Viggiù, tutti di buon successo e incasso.
Era il tempo della rivista C'era una volta il mondo di Galdieri, composta da sketch rimasti famosi, come quello del Vagone letto, con Totò al fianco di Isa Barzizza, la soubrette che debuttò nel film I due orfanelli e che proprio lui volle nella rivista, e Mario Castellani, la fedele "spalla" teatrale che lo accompagnò anche nel cinema, prendendo parte a quasi tutte le sue pellicole proprio per volere di Totò che, quando non c'erano ruoli disponibili, lo imponeva come aiuto-regista.
La rivista C'era una volta il mondo ebbe tanto successo che venne presentata anche a Zurigo, recitata in italiano ma acclamata ugualmente dal pubblico svizzero per la genialità comica degli sketch. Spesso gli spettacoli di rivista di Totò si concludevano con la classica "passerella", con il comico che correva tra il pubblico con una piuma sulla bombetta al ritmo della fanfara dei Bersaglieri (scenetta riproposta nel film I pompieri di Viggiù). Nell'ottobre 1947, durante le repliche della rivista, la madre di Totò morì. Malgrado il grande dolore per la perdita di entrambi i genitori, l'attore tenne separato il lavoro dalla vita privata, continuando a essere il comico Totò nello spettacolo e il malinconico Antonio De Curtis al di fuori.

Totò nella rivista Bada che ti mangio! (1949-1950), dietro di lui Mario Riva

Aprì anche una piccola parentesi come doppiatore, prestando la voce al cammello Gobbone nel film La vergine di Tripoli. Prima di riaffacciarsi al cinema, partì per alcune tournée a Barcellona, Madrid e altre città spagnole, dove recitò in spagnolo (senza completa padronanza della lingua) con Mario Castellani nella rivista Entre dos luces (Tra due luci), improvvisando una canzone nonsense a metà tra spagnolo e napoletano. Tornato in Italia, ebbe anche una piccola esperienza nel campo pubblicitario, facendosi fotografare a pagamento sulla rivista Sette che promuoveva i profumi Arbell.

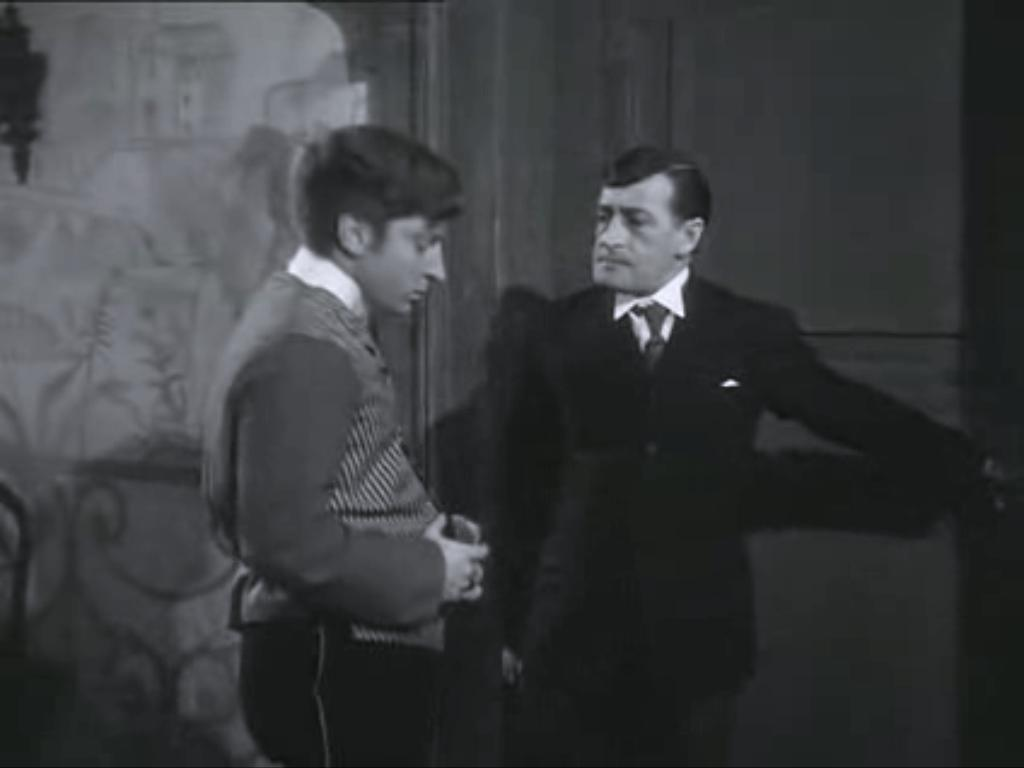
Totò con Carlo Croccolo nel film 47 morto che parla (1950)

Dopo il suo ingresso nel mondo del cinema, gli furono proposti moltissimi film, molti dei quali non venivano nemmeno realizzati, spesso per problemi di produzione o per sua rinuncia. Alcuni venivano girati contemporaneamente, in tempi ristrettissimi (la maggior parte in due o tre settimane) e su set spesso improvvisati, tanto che a volte era proprio la troupe che raggiungeva Totò nelle città in cui stava recitando a teatro. L'attore, complice la pigrizia, era sempre molto precipitoso quando gli venivano proposti dei progetti, ed essendo profondamente istintivo spesso non voleva conoscere nulla della pellicola che andava a interpretare, affidandosi quindi alle sue qualità creative.
Sul set cinematografico, come sul palcoscenico teatrale, Totò dava libero sfogo all'improvvisazione: il copione rappresentava per lui solo un timido canovaccio, un punto di partenza per la spontaneità dei suoi numeri, tanto che alle prove partecipava in modo svogliato, e solo quel tanto che bastava a prendere confidenza con la scenografia e i compagni di lavoro. Spesso concepiva sul momento le gag e le battute; fu così, tuttavia, che nacquero anche alcune delle sue scene cinematografiche più famose. Vari registi e attori hanno dichiarato di essersi ritrovati durante le scene a fronteggiare battute, gesti o movimenti non concordati: «Era imprevedibile […] recitava a braccio», testimoniò Nino Taranto; «Certe sue folli improvvisazioni durante la recitazione erano geniali e insostituibili» espresse Vittorio De Sica. Secondo altri commenti, come quelli di Carlo Croccolo, Giacomo Furia e Steno, Totò non elaborava sul momento le gag, ma si rinchiudeva nel suo camerino a provare e riprovare le battute prima dello spettacolo o delle riprese, rileggendo il copione e modificando i passaggi che non lo convincevano, insieme al fidato Mario Castellani e agli attori coinvolti.
(Uno dei modi di dire di Totò)
Le differenze tra teatro e cinema crearono inizialmente non pochi disordini per l'attore, che – essendosi formato con lo stile teatrale e quindi con un'unica esecuzione dal vivo – dopo i primi ciak tendeva a perdere la concentrazione. Doveva perciò essere colto "al volo" per poter recitare al massimo; quindi la troupe doveva prima preoccuparsi di sistemare le luci e di preparare la scena con una controfigura, facendo anche qualche prova. Quando tutto era pronto, si poteva far intervenire Totò. Un'altra delle differenze tra le due forme d'arte, di cui il comico inizialmente risentì molto, fu il fatto di non riuscire a comunicare direttamente con il pubblico, uno dei particolari che più amava del teatro. Proprio per questo, di solito, i registi (in particolare Bragaglia, con il quale instaurò un solido rapporto artistico) e i membri della troupe lo spronavano dopo lo stop con un applauso, in modo da dargli maggiore carica ed entusiasmo. Un altro inconveniente furono gli orari: Totò, abituato agli orari teatrali, non si alzava mai prima di mezzogiorno; essendo poi un assertore della teoria che l'attore "al mattino non può far ridere”, girava nel cosiddetto orario francese, dalle 13 alle 21. Si stancava poi per le lunghe pause e attese richieste dal cinema e infine, essendo molto superstizioso, si rinchiudeva in casa e non lavorava mai di martedì e di venerdì, 13 o 17. Questi fattori creavano non pochi problemi per le riprese. Complicazioni particolari ci furono poi per Totò al Giro d'Italia, dove erano coinvolti molti ciclisti famosi dell'epoca come Bartali, Coppi, Bobet, Magni; l'attore, non arrivando in orario, creava difficoltà.
Nella stagione 1949/1950 ottenne l'ultimo successo a teatro con la rivista Bada che ti mangio!, costata ben cinquanta milioni di lire, che esordì al teatro Nuovo di Milano nel marzo 1949, dopodiché Totò si allontanò dal palcoscenico per dedicarsi esclusivamente al cinema. Dopo I pompieri di Viggiù, lavorò anche con Eduardo De Filippo nel suo film Napoli milionaria, che accettò di interpretare senza compenso, in segno dell'affettuosa amicizia che lo legava a Eduardo. Sebbene avessero progettato di realizzare insieme altri film, i due non ebbero più modo di incontrarsi sul set, apparendo solo in episodi diversi de L'oro di Napoli di Vittorio De Sica e in un breve cameo ne Il giorno più corto.

Con Aldo Fabrizi in Guardie e ladri (1951), fu uno dei rari film di Totò che ricevette elogi dalla critica

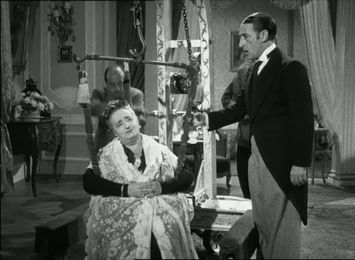
In Totò sceicco (1950), nella scena dell'argano che risolleva la marchesa. Totò la ricavò da un episodio reale: una caduta di sua madre lungo una rampa di scale e il suo non riuscire a rialzarsi da sola. Assoldati alcuni volontari per rimetterla in piedi si accorse dell'ilarità della situazione, specie quando pronunciò la frase «issate la marchesa!»

Nel 1950 Totò rinunciò alla proposta di avere un ruolo, insieme a Fernandel, nel film di produzione franco-italiana Atollo K, dove avrebbe avuto l'opportunità di recitare insieme a Stan Laurel e Oliver Hardy, la famosa coppia comica conosciuta in Italia come Stanlio e Ollio.
Tra il 1949 e il 1950, oltre a Napoli milionaria, interpretò ben altri nove film, tra i quali alcune parodie: Totò le Mokò, Totò cerca moglie, Figaro qua, Figaro là, Le sei mogli di Barbablù, 47 morto che parla, tutti diretti da Carlo Ludovico Bragaglia, poi L'imperatore di Capri di Luigi Comencini, Tototarzan e Totò sceicco (dove s'invaghì dell'attrice Tamara Lees) di Mario Mattoli, Yvonne la Nuit di Giuseppe Amato, Totò cerca casa di Steno e Mario Monicelli, quest'ultimo un'efficace parodia del neorealismo sulla crisi degli alloggi, che suscitò indignazione da parte della censura, tanto che da quel momento in poi film dell'attore napoletano vennero generalmente vietati ai minori di 16 anni. Questi film, in misura diversa, ebbero un buon successo di pubblico, ma non di critica, che già dalle pellicole precedenti mostrava di non gradire lo stile surreale di Totò. Commentando in modo ironico queste avversioni da parte dei critici, il principe osservò che probabilmente si era "guastato con il crescere".
La morte dei genitori di Totò fu l'avvio di uno squilibrio familiare: nel 1951 Diana Rogliani, in seguito a un violento litigio, se ne andò di casa e si risposò; altrettanto fece, appena maggiorenne e contro la volontà di Totò, la figlia Liliana, unendosi in matrimonio con Gianni Buffardi, figliastro del regista Carlo Ludovico Bragaglia. Totò restò solo e in quel breve lasso di tempo scrisse la nota canzone Malafemmena, che concepì durante una pausa di lavorazione del suo nuovo film Totò terzo uomo, a cui seguirà Sette ore di guai. La canzone fu apparentemente scritta per la ex moglie Diana, alla quale era ancora molto legato, ma i giornali dell'epoca affermarono che Totò l'avesse dedicata a Silvana Pampanini, l'attrice con la quale recitò in 47 morto che parla e che, in quel periodo, corteggiava mandandole mazzi di rose e scatole di cioccolatini. Arrivò perfino a chiederle di sposarlo (uno dei motivi per la brusca separazione con la Rogliani), ma l'attrice lo respinse.
Nonostante le oscurità e le delusioni, il 1951 fu un anno importante per la carriera cinematografica dell'attore. Dopo il successo di Totò cerca casa, venne richiamato da Steno e Mario Monicelli per interpretare il ruolo del ladro Ferdinando Esposito in Guardie e ladri, al fianco di Aldo Fabrizi, che fu uno dei suoi amici più affezionati e una delle sue migliori "spalle", capace di rispondere colpo su colpo alle improvvise e "aggressive" battute di Totò. Per Guardie e ladri Totò era all'inizio riluttante: il ruolo offertogli era finalmente "reale", diverso dai suoi precedenti personaggi e inserito in un contesto decisamente più drammatico. Anche questo film ebbe inizialmente problemi con la censura, ma appena uscito nelle sale fu un successo unanime: alti incassi, grande apprezzamento di pubblico e plauso inatteso da parte della critica. Nello stesso anno interpretò, sempre per la regia di Monicelli e Steno, Totò e i re di Roma, l'unico film che lo vide recitare con Alberto Sordi. La pellicola, che inizialmente doveva intitolarsi E poi dice che uno…, venne ritenuta offensiva "del decoro e del prestigio di pubblici funzionari, nonché nella parte finale del sentimento religioso". L'anno seguente fu premiato con un nastro d’argento per la sua interpretazione in Guardie e ladri e l'opera venne presentata al Festival di Cannes 1952 (dove si aggiudicò il premio per la migliore sceneggiatura); nello stesso anno l'attore collaborò a Siamo uomini o caporali?, la sua biografia (che si ferma nel 1930, dopo il suicidio di Liliana Castagnola) curata da Alessandro Ferraù ed Eduardo Passarelli.
Sempre nel 1952 Totò rimase colpito da una giovane sulla copertina del settimanale Oggi, Franca Faldini. Le mandò subito un mazzo di rose con un biglietto: «Guardandola sulla copertina di "Oggi” mi sono sentito sbottare in cuore la primavera», poi le telefonò per invitarla a cena. La ragazza accettò solo quando Totò ebbe modo di farsi presentare. La Faldini, appena ventunenne, era da poco tornata dagli Stati Uniti, dove aveva preso parte al film Attente ai marinai! con Dean Martin e Jerry Lewis. Dopo essersi frequentati per circa un mese, i due annunciarono il loro fidanzamento.
Sebbene siano rimasti insieme fino alla morte dell'artista, la loro relazione, che non arrivò mai al matrimonio, fu più volte sull'orlo di essere troncata, a causa delle loro divergenze caratteriali e della differenza di età, di trentatré anni. Inoltre la situazione di convivenza senza un legame matrimoniale all'epoca creò scandalo, tanto che pochi anni più avanti i due, stanchi di essere tormentati dai paparazzi e dai giornalisti (che li definivano "pubblici concubini"), furono costretti a fingere di essersi uniti in matrimonio all'estero, un espediente che comunque non funzionò sino in fondo.

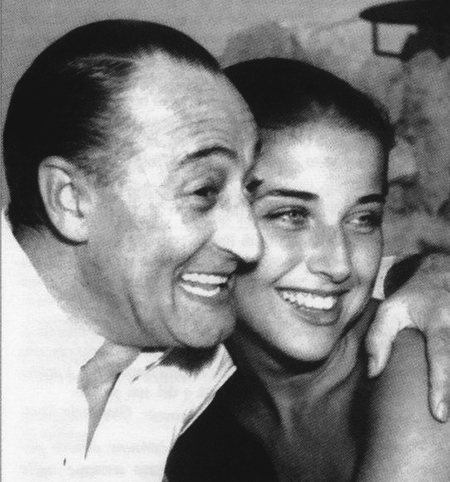
Totò Insieme a Franca Faldini

Franca Faldini comparve anche nel cast di alcuni film dell'attore. Il primo a cui partecipò fu Dov'è la libertà...?, di Roberto Rossellini, che aveva apprezzato Totò in Guardie e ladri e lo scritturò per il suo film. La lavorazione non ebbe il percorso previsto. Venne girato nel 1952 e uscì nelle sale due anni dopo, per il fatto che nel corso delle riprese Rossellini si disinteressò della pellicola e si allontanò spesso dal set. Molte sequenze furono quindi girate dal regista Lucio Fulci e, pare, anche da Mario Monicelli e Federico Fellini.
Sempre insieme alla Faldini interpretò Totò e le donne, nuovamente diretto da Steno e Monicelli, dove recitò per la prima volta con Peppino De Filippo, con il quale formò in seguito una delle coppie più popolari del cinema italiano. Dopo che Steno e Monicelli si divisero, entrambi realizzarono, ciascuno per proprio conto, altri film con Totò. Il primo sfruttò la sua comicità surreale, il secondo proseguì sull'umanizzazione del personaggio (cominciata proprio con Guardie e ladri). Il primo grande risultato raggiunto da Steno fu Totò a colori – gran successo e incassi altissimi – uno dei primi film italiani a colori, girato con il sistema "Ferraniacolor", in cui vennero riproposti alcuni dei suoi sketch teatrali, come quello di Pinocchio o del Vagone letto con Castellani e Isa Barzizza. Durante le riprese del film Totò iniziò ad accusare diversi fastidi, a causa delle potenti luci usate sul set, che causarono problemi alla sua vista già precaria e addirittura una lieve infiammazione ai capelli, finendo per svenire a causa dei forti dolori accusati all'occhio destro, il solo da cui vedeva dopo l'incidente del 1938.
Continuò comunque a lavorare. Nel 1953, in seguito ad alcune illustrazioni di Totò il buono disegnate dallo sceneggiatore Ruggero Maccari su Tempo illustrato, furono (con l'ovvio consenso dell'attore) stampati e distribuiti degli albi a fumetti di Totò, rappresentato naturalmente in forma caricaturale, raccolti in una collana chiamata semplicemente Totò a fumetti che illustrava storie liberamente ispirate ad alcune sue esibizioni teatrali. La collana venne pubblicata dalle Edizioni Diana di Roma. Nel corso degli anni saranno comunque numerose le versioni a fumetti e gli omaggi disegnati dedicati al "principe della risata".
Nel 1954, un suo brano musicale, Con te, dedicato a Franca Faldini, fu presentato al Festival di Sanremo, classificandosi al 9º posto nella graduatoria finale. La canzone venne interpretata da Achille Togliani, Natalino Otto e Flo Sandon's. Nello stesso anno, i giornali annunciarono che Totò avrebbe interpretato un film muto scritto da Age & Scarpelli, ma il progetto fu presto annullato per il rifiuto dei produttori. Girare un film del genere sarebbe stata una grande soddisfazione per il comico, che affermava: «Il mio sogno è girare un film muto, perché il vero attore, come il vero innamorato, per esprimersi non ha bisogno di parole». E fu proprio durante una vacanza sulla Costa Azzurra, in un periodo imprecisato degli anni cinquanta, che ebbe l'occasione di conoscere il maestro del muto Charlie Chaplin, quando il suo yacht si ritrovò per caso accanto all'imbarcazione dell'artista inglese. Ma Totò, da sempre bloccato dall'insicurezza e da complessi d'inferiorità, e pensando poi che l'altro non lo avrebbe riconosciuto per la sua scarsa notorietà all'estero, rinunciò a salutarlo.
(Totò a Diana Rogliani)
Totò, di spirito caritatevole, per tutta la sua vita compì molteplici gesti d'altruismo, che includevano sostegno e offerte di viveri ai più bisognosi. Secondo le numerose testimonianze dei familiari e dei colleghi, Totò elargiva costantemente doni e banconote, dava corpose mance ai lavoratori e si prendeva carico di tutte le richieste d'aiuto che arrivavano al suo indirizzo; si parla anche che alle volte tornasse di notte nel suo quartiere natale (il Rione Sanità) e infilasse sotto le porte dei "bassi" biglietti da diecimila lire. Di sua iniziativa, fece perfino operare a proprie spese una bambina con problemi di deambulazione, i cui genitori non potevano permettersi le cure dovute. Inoltre, non sopportando di vedere un'anziana senzatetto chiedere l'elemosina, stipulò un contratto con l'oste di una trattoria, convenendo che la donna avrebbe mangiato lì ogni giorno e che lui sarebbe tornato ogni fine mese per pagare i conti accumulati.
Per Mario Castellani, tuttavia, quella del generoso era una delle tante parti che Totò riservava alla sua immagine.
Con l’avanzare dell’età Totò si dedicò sempre più spesso a numerose opere di beneficenza: la vita privata dell’attore, soprattutto negli ultimi anni, si limitava a sporadiche apparizioni in pubblico ma anche a un’intensa attività di benefattore, aiutando ospizi e brefotrofi, donando grandi somme alle associazioni che si occupavano degli ex carcerati e delle famiglie degli stessi. Avendo poi una particolare predilezione per i bambini, dopo la morte del figlio Massenzio Totò andava spesso a trovare, insieme a Franca Faldini, gli orfani dell'asilo Nido Federico Traverso, di Volta Mantovana, portando con sé regali e giocattoli. Un altro episodio dell'altruismo di Totò riguarda l'imitatore Alighiero Noschese, che ne riprodusse la voce per una pubblicità senza previa autorizzazione e la cosa finì in tribunale. Totò pretese ed ottenne un risarcimento di un milione di lire, e quando Noschese gli firmò il relativo assegno il principe prese il proprio libretto e ne compilò uno per dieci milioni, e mettendogli in mano entrambi i titoli gli disse di mandarli agli orfani dell'Istituto dei Piccoli Amici di Sant'Antonio di Napoli. Oltre a ciò, in merito al suo amore per gli animali (in casa aveva dei cani e un pappagallo), per accogliere cani randagi acquistò e modernizzò un vecchio canile, L'ospizio dei trovatelli, che lui stesso visitava regolarmente per accertarsi che i numerosi ospiti a quattro zampe (si parla di più di 200 cani) avessero le cure necessarie. Le spese totali per l'assistenza e il mantenimento del canile arrivarono a costargli circa cinquanta milioni.
Tra il 1953 e il 1955 interpretò diciassette film. Lavorò nuovamente con Steno in L’uomo, la bestia e la virtù (dall'omonima commedia di Luigi Pirandello), dove nel cast era presente anche Orson Welles, poi con Mattòli ne Il più comico spettacolo del mondo (uno dei primi film italiani tridimensionali), quindi nella trilogia scarpettiana: Un turco napoletano (ritenuto scabroso per il tema dell'eunuco), Miseria e nobiltà e Il medico dei pazzi.
Fu anche chiamato dall'amico Aldo Fabrizi, che lo volle per il film Una di quelle, al fianco di Peppino De Filippo, Lea Padovani e lo stesso Fabrizi; la pellicola (ridistribuita successivamente con il titolo di Totò, Peppino e… una di quelle), dal tono drammatico e sentimentale, non ottenne il successo sperato.
Si incontrò nuovamente anche con Monicelli, con il quale girò Totò e Carolina, uscito nelle sale dopo un anno e mezzo dal termine della lavorazione perché pesantemente alterato dai tagli della censura, infastidita dai palesi riferimenti comunisti e dal fatto che Totò interpretasse un poliziotto in un atteggiamento che tendeva a ridicolizzare la divisa. Il film fu sottoposto a 81 tagli con una lunga serie di modifiche alle battute, tramite un nuovo doppiaggio che cambiò quelle non ammesse.
Fondò poi la società di produzione D.D.L., con sede legale al suo domicilio, collegata a Dino De Laurentiis e all'amministratore di Totò, Renato Libassi. Ebbe l'opportunità di lavorare con Alessandro Blasetti e anche Camillo Mastrocinque, con il quale girò molte pellicole di successo.
La sua vita privata però, non scorreva tranquilla come quella di spettacolo: Franca Faldini, in seguito a un parto drammatico, diede alla luce il figlio di Totò, Massenzio; il bambino, nato di otto mesi, morì dopo alcune ore.

Totò vestito da Napoleone nello spettacolo A prescindere (1956-1957), quando la sua vista venne gravemente compromessa dalla malattia che lo costrinse ad abbandonare definitivamente il palcoscenico

### La malattia agli occhi e il rientro
Superato il dolore della perdita del figlio, al quale reagì malissimo rinchiudendosi in casa per settimane, fece ritorno sul set nel 1956, interpretando a catena quattro film di Camillo Mastrocinque, che raggiunse il punto più alto del suo sodalizio con l'attore dirigendolo in Totò, Peppino e la... malafemmina (in cui si colloca la nota scena della "lettera”) e ne La banda degli onesti, scritto da Age & Scarpelli e interpretato insieme a Peppino e Giacomo Furia. Ma la tentazione di ritornare a teatro lo vinse, e, spronato anche dall'impresario Remigio Paone, recitò nella rivista A prescindere (così chiamata da un suo tipico modo di dire), che esordì al Teatro Sistina di Roma alla fine del 1956 e che fu portata in tournée in tutta Italia.
Nel mese di febbraio del 1957, a Milano, Totò venne colpito da una broncopolmonite virale; nonostante i pareri dei medici che gli dissero di riposare, tornò sul palco dopo pochi giorni; ciò gli causò uno svenimento appena prima di entrare in scena. I medici gli prescrissero almeno due settimane di riposo assoluto, ma Totò ritornò ugualmente a recitare esibendosi a Biella, Bergamo e Sanremo, dove cominciò ad avvertire i primi sintomi dell'imminente malattia alla vista. Il 3 maggio la situazione precipitò: mentre recitava al Teatro Politeama Garibaldi di Palermo si avvicinò alla Faldini (che aveva sostituito l'attrice Franca May e recitava sul palco insieme a lui) sussurrandole che non vedeva più; contando perciò solo sulle sue abilità e sull'appoggio degli altri attori, fece in modo di accelerare la conclusione dello spettacolo. Nonostante lo sconforto e la totale cecità, cercò di resistere e per non deludere il pubblico ritornò sul palcoscenico – con un paio di spessi occhiali da sole – la sera del 4 maggio e, in due spettacoli, del 5. L'interruzione della rivista fu comunque inevitabile. Inizialmente i medici attribuirono la cecità a un problema derivato dai denti, ma alla fine gli fu diagnosticata una corioretinite emorragica all'occhio destro. L'impresario della compagnia, Remigio Paone, non credendogli, richiese una visita fiscale e avrebbe preteso anche che Totò tornasse a recitare.
Totò in un primo tempo fu completamente cieco; anche dopo dei lievi miglioramenti e una volta riassorbita l'emorragia non riuscì più a riacquisire integralmente la vista. Dovette perciò abbandonare definitivamente il teatro, non ammettendo mai che tale abbandono era dovuto ai problemi di salute, continuando però con il cinema: in quell'anno restò quasi inattivo e interpretò solo un film, Totò, Vittorio e la dottoressa di Mastrocinque, ma le sue capacità recitative, malgrado la malattia, non si affievolirono mai. L'unico problema era il doppiaggio: quando alcune scene dei film non venivano girate in presa diretta, non poteva doppiarsi poiché non era in grado di vedersi sullo schermo e non poteva sincronizzare le battute con il movimento labiale; in tali occasioni, veniva doppiato da Carlo Croccolo. Per problemi economici fu costretto a vendere alcune proprietà e successivamente decise di soggiornare per qualche giorno a Lugano, valutando anche di trasferirvisi definitivamente per motivi fiscali; alla fine, però, tornò a Roma e si spostò in un appartamento in affitto in viale dei Parioli con Franca Faldini, che gli rimase sempre vicino, insieme a suo cugino Eduardo Clemente, che gli faceva da segretario e factotum e al suo autista Carlo Cafiero, che di solito lo accompagnava sul set.
Sebbene non si conosca con certezza il pensiero politico di Totò, si sa da fonti accertate che era fermamente contrario a qualsiasi forma di dittatura e supremazia (anche per le sue esperienze personali e per i suoi sbeffeggiamenti del potere), e sembra che, a detta di Franca Faldini, fosse di idee fondamentalmente anarchiche. In contrapposizione a ciò, ci sarebbe una fotografia del tedesco Eugenio Haas risalente al 1943, scattata sul set di Due cuori fra le belve e pubblicata sulla rivista "Film", e che raffigurava l'attore con la "cimice", ossia il distintivo del Partito Nazionale Fascista. Si suppone che Totò sia stato in qualche modo costretto a posare per quella foto, la cui intenzione sarebbe stata quella di "punire l'audacia del comico", poiché scherniva e derideva il regime fascista nei suoi spettacoli teatrali, cosa che difatti gli causò molti problemi durante la guerra.
Ciò che è certo è che Totò teneva molto al suo titolo nobiliare e conduceva uno stile di vita sfarzoso. È stato definito più volte un monarchico anche se, secondo la Faldini, non pretendeva da nessuno di essere chiamato "principe"; la sua mania per la nobiltà rappresentava per lui una sorta di riscatto dalla sua difficile vita giovanile. Ma il suo «Viva Lauro!», esclamato durante Il Musichiere, venne naturalmente mal interpretato. Essendo un periodo delicato, in prossimità delle elezioni politiche, non era tollerabile che un personaggio conosciuto come Totò osannasse il capo di un partito politico, ma, a detta di Franca Faldini, l’unico motivo della sua esclamazione era dovuto al fatto che Lauro avesse provvisto di case e alimenti gli abitanti dei "bassi" di Napoli. Totò apprezzò solamente il gesto, essendo fortemente attaccato alla sua città natale. Franca Faldini, diventata giornalista e scrittrice dopo la morte dell'attore, scrisse nel 1977 il libro Totò: l'uomo e la maschera, realizzato insieme a Goffredo Fofi, in cui raccontò sia il profilo artistico sia la vita dell'attore fuori dal set, con l'intento principale di smentire alcune false affermazioni riportate da scrittori e giornalisti riguardo alla sua personalità.
Pur non coltivando grande interesse per l'ambito televisivo, nel 1958 accettò l'invito come ospite d'onore nel programma Il Musichiere condotto da Mario Riva, con il quale aveva lavorato anni prima in alcuni film e riviste teatrali. Durante la trasmissione Totò si lasciò scappare un «Viva Lauro!», riferendosi ad Achille Lauro, politico napoletano leader del Partito Monarchico Popolare; questa sua sgradita, seppur scherzosa, considerazione politica gli costò un allontanamento dal piccolo schermo (salvo alcune interviste in privato) sino al 1965, quando duettò con Mina a Studio Uno.
Dopo il forzato distacco dalla televisione, riprese a lavorare nel cinema. Sempre nel 1958 recitò con Fernandel in La legge è legge e, tra le altre pellicole, prese parte al celebre film I soliti ignoti di Mario Monicelli interpretando lo scassinatore in pensione Dante Cruciani, pellicola in cui vi erano tra gli altri, attori importanti come Vittorio Gassman, Claudia Cardinale e Marcello Mastroianni. In quel periodo gli vennero assegnati il Microfono d'argento e una Targa d'oro dall'ANICA per il suo contributo al cinema italiano e per la sua lunga carriera artistica.
Nel 1959 la sua salute peggiorò: durante la lavorazione del film La cambiale ebbe una ricaduta e non lavorò per due settimane, prima di tornare e concludere le riprese. Seguendo i consigli medici si concesse alcuni mesi di riposo; dopo essersi ripreso inviò una sua canzone, Piccerella Napulitana, al Festival di Sanremo 1959, che però fu scartata, insieme a un'altra di Peppino De Filippo. Totò accettò comunque di occupare il posto come presidente della giuria al Festival, in seguito alle insistenze di Ezio Radaelli, rifiutando tra l'altro un cospicuo pagamento giornaliero; in seguito a un disaccordo con il resto della commissione, abbandonò prestissimo l'incarico.
Proprio all'apice del successo, l'agenzia artistica statunitense Ronald A. Wilford Associates di New York (agenzia di quel Ronald Wilford che avrebbe poi fondato e diretto la Columbia Artists Management International, considerata una delle agenzie più potenti del mondo) desiderava scritturarlo per uno spettacolo da rappresentare in America, insieme a Maurice Chevalier, Marcel Marceau e Fernandel. Totò non se la sentì e preferì rimanere in Italia a continuare in modo più "rilassante" con la cinematografia, rifiutando così, anche se malvolentieri, un'offerta importante e un altissimo compenso.
Nel 1961 gli venne comunicato che era vincitore della Grolla d'oro alla carriera, con la motivazione: «Al merito del cinema, per aver da lunghi anni onorato l'estro e il genio del Teatro dell'Arte». Ma la sua salute e i suoi impegni non gli permisero di partecipare alla premiazione a Saint-Vincent e la Grolla fu assegnata a un altro attore.
Nonostante la malattia Totò, da sempre fumatore, continuava a fumare fino a novanta sigarette al giorno. Cercò comunque di non rallentare troppo la sua già allora consistente produzione cinematografica; per il timore di perdere il lavoro e l'affetto del suo pubblico, cominciò allora ad accettare qualsiasi copione: aprì una parentesi con il regista Lucio Fulci ne I ladri, tornò con Steno nel film I tartassati, nuovamente al fianco di Aldo Fabrizi, a cui si aggiunse in un ruolo secondario l'attore francese Louis de Funès e fu anche diretto da Camillo Mastrocinque in Noi duri.
Sebbene fosse ormai quasi completamente cieco (vedeva solo dai lati degli occhi), tanto da dover indossare un pesante paio di occhiali scuri che toglieva soltanto per le riprese, si muoveva sul set con assoluta disinvoltura; lui stesso disse: «Appena sento il ciak, vedo tutto. È un effetto nervoso».
Tra i tanti film interpretati negli anni sessanta, oltre ai numerosi con Peppino e alcuni con Fabrizi, di buon successo furono Totòtruffa '62 (celebre per la scena della Fontana di Trevi) di Camillo Mastrocinque, Gli onorevoli e la commedia amara I due marescialli di Sergio Corbucci, I due colonnelli di Steno (ricordato per la scena della "carta bianca”) e Risate di gioia di Monicelli, che segnò una tappa importante per Totò dato che fu l'unica volta che recitò sul set insieme all'amica storica di teatro Anna Magnani. Non mancarono poi le parodie, come Totò contro Maciste, Totò e Cleopatra e Totò contro il pirata nero di Fernando Cerchio, che altro non furono che delle comiche rivisitazioni mitologiche del genere Peplum, a cui si aggiunsero Che fine ha fatto Totò Baby? (esplicita parodia di Che fine ha fatto Baby Jane?) di Ottavio Alessi, Totò diabolicus di Steno (quest'ultimo una parodia del genere giallo-poliziesco dove Totò concepì una delle sue prove recitative più complesse e riuscite, dando volto e fattezze a ben sei personaggi differenti) e Totò d'Arabia (parodia di Lawrence d'Arabia).
In aggiunta, la fama che Totò vantava tra il pubblico, da sempre sfruttata dai produttori, venne usata come una sorta di veicolo pubblicitario o di lancio per cantanti quali Johnny Dorelli, Fred Buscaglione, Rita Pavone, Adriano Celentano o per l'attore bambino Pablito Calvo che, già interprete di Marcellino pane e vino, recitò poi in Totò e Marcellino. Esplorò anche il filone notturno-sexy insieme a Erminio Macario in Totò di notte n. 1 e Totò sexy, per la regia di Mario Amendola, ritenuti tra i film peggiori della sua carriera.

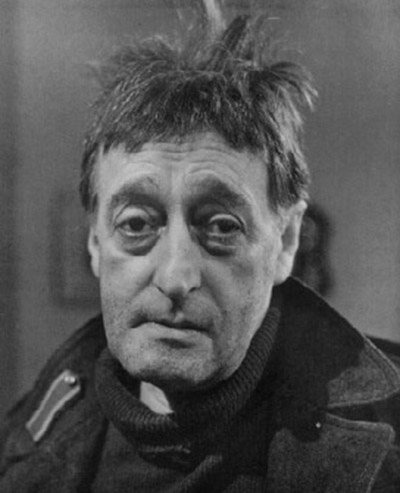
Totò ritratto sul set di Letto a tre piazze (1960)

Nel gennaio del 1964 venne pubblicizzata la notizia dell'uscita de Il comandante, annunciato come il suo centesimo film (era in realtà l'ottantaseiesimo) e il primo interamente drammatico. Diretto da Paolo Heusch e scritto da Rodolfo Sonego (sceneggiatore di fiducia di Alberto Sordi), richiese complessivamente otto settimane di lavoro, più del doppio rispetto alla media dei film di Totò. La notizia diede luogo a festeggiamenti e riconoscimenti: l'attore ricevette la "Sirena d'oro" e agli incontri internazionali del cinema venne accolto da un applauso interminabile; poche settimane dopo fu intervistato da Lello Bersani per TV7 e da Oriana Fallaci per L'Europeo. Nonostante tutto ciò, il film non riscosse il successo sperato.
In seguito, presso l'editore Fausto Fiorentino di Napoli, pubblicò il famoso libro di poesie 'A livella, che in origine si chiamava Il due novembre, per la quale vinse anche un premio. Tra il 1964 e il 1965 recitò nei film collettivi Le belle famiglie di Ugo Gregoretti e Gli amanti latini di Mario Costa

### Gli ultimi lavori
(Totò)
Al culmine della sua carriera, anche se poco prima della morte, arrivarono proposte importanti da cineasti come Alberto Lattuada, Federico Fellini e Pier Paolo Pasolini. Con il primo girò, nel 1965, il film La mandragola (dall'omonima commedia di Machiavelli) nel ruolo di Fra' Timoteo, che interpretò in modo brillante. Il secondo lo avrebbe voluto per il film Il viaggio di G. Mastorna, dove erano previsti nel cast anche Mina, Franco Franchi e Ciccio Ingrassia. Lavorare con Fellini era sempre stata una delle maggiori ambizioni di Totò, ma la pellicola non fu mai realizzata. L'incontro con Pasolini, invece, fu uno dei più importanti e inaspettati dell'intera carriera cinematografica di Totò.
La prima opera realizzata insieme fu Uccellacci e uccellini, che Totò accettò senza condividere appieno il suo personaggio e la poetica del regista; ormai il suo intento principale era produrre opere di qualità, per la ricorrente paura di essere dimenticato dal pubblico. Pasolini lo scelse perché rimase affascinato dalla sua "maschera", che «riuniva in sé, in maniera assolutamente armoniosa, indistinguibile, due momenti tipici dei personaggi delle favole: l'assurdità/il clownesco e l'immensamente umano». Per la prima volta Totò, durante la lavorazione di un film, si sentì in qualche modo smorzato, per volere di Pasolini che lasciava poco spazio ai suoi lazzi e alle sue improvvisazioni, rispetto a come era solitamente abituato con gli altri registi. Uccellacci e uccellini, opera di grande forza poetica, fin dall'inizio fu oggetto di discussioni e controversie, anche se fu pressoché unanime il riconoscimento della grande interpretazione di Totò che, lodato dalla critica, conseguì una menzione speciale al Festival di Cannes 1966 e il suo secondo nastro d’argento. Per esprimere la sua soddisfazione, ringraziò la giuria dei critici cinematografici italiani con una breve dichiarazione scritta.
Prima di ritornare con Pasolini, ottenne un ruolo in Operazione San Gennaro di Dino Risi, accanto a Nino Manfredi. Nel 1967 girò con Pasolini il cortometraggio La terra vista dalla luna, episodio del film collettivo Le streghe, tratto dal racconto di Pasolini mai pubblicato Il buro e la bura; poi Che cosa sono le nuvole?, un episodio del film Capriccio all'italiana, dove l'attore prese parte anche a un altro corto di Steno: Il mostro della domenica.

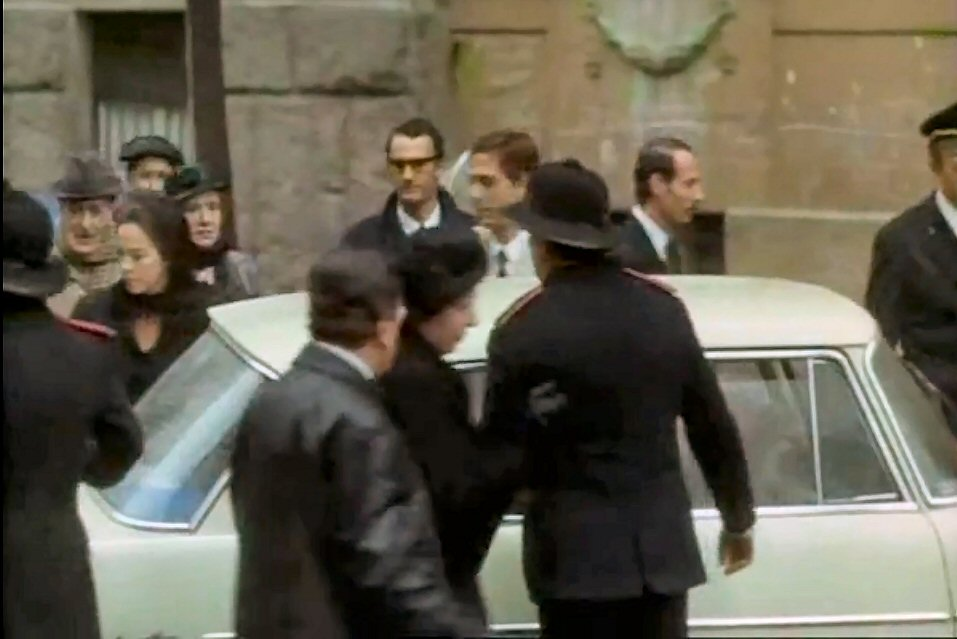
Totò nell'unica sequenza da lui girata ne Il padre di famiglia (1967), dove, per morte, fu sostituito da Ugo Tognazzi: fu la sua ultima apparizione cinematografica

Furono le sue ultime pellicole. Venne chiamato anche da Nanni Loy per Il padre di famiglia, di nuovo con Manfredi, nel ruolo dell'anziano anarchico Romeo che vive vendendo biancheria ai compagni della sinistra; il film era però destinato a collocarsi fra i tanti progetti non realizzati da Totò, che riuscì a girare solo la prima scena (per ironica casualità, quella di un funerale), perché due giorni dopo morì. Il ruolo di Romeo andò quindi a Ugo Tognazzi, ma Loy decise di montare ugualmente la scena del funerale mantenendo la presenza di Totò, come omaggio.

#### La televisione
Totò incontrò la televisione già nel 1958, insieme a Mario Riva nel programma Il Musichiere. Fece ritorno solo nel 1965, invitato da Mina nella trasmissione Studio Uno, partecipando a due puntate: nella prima, subito accolto da un lunghissimo applauso, presentò la sua canzone Baciami, lasciando cantare Mina mentre lui interveniva facendo da contrappunto alle parole della canzone con qualche sua classica battuta. Nella seconda puntata, nel 1966, ripropose invece un vecchio sketch (Pasquale) con Mario Castellani. La scenetta venne poi incisa, insieme alla poesia 'A livella, in un disco 33 giri dell'attore.
Nel suo ultimo periodo di vita mise in lavorazione alcuni caroselli e una serie per la TV chiamata Tutto Totò, comprendente nove telefilm a cura di Bruno Corbucci e diretti da Daniele D'Anza. La serie, nata da un'idea di Mario Castellani, doveva essere inizialmente diretta dall'autore di molte riviste di Totò, Michele Galdieri, il quale però morì nel 1965, prima che la lavorazione cominciasse. La maggior parte dei copioni di questi telefilm appariva troppo debole, e soltanto alcuni di questi, con testi discreti, diedero modo a Totò di esibirsi in alcuni suoi numeri, riproponendo alcuni dei suoi famosi sketch teatrali. L'attore appariva però provato e lavorava non più di quattro ore nel pomeriggio; nonostante tutto, era ancora in grado di padroneggiare la scena. Il ciclo andò in onda dopo la sua morte, dal maggio al luglio del 1967, per poi essere replicato dieci anni più tardi. Positiva fu l'accoglienza del pubblico, più fredda quella della critica, che sottolineava come la comicità di Totò non apparisse al meglio a causa della realizzazione frettolosa e approssimativa.

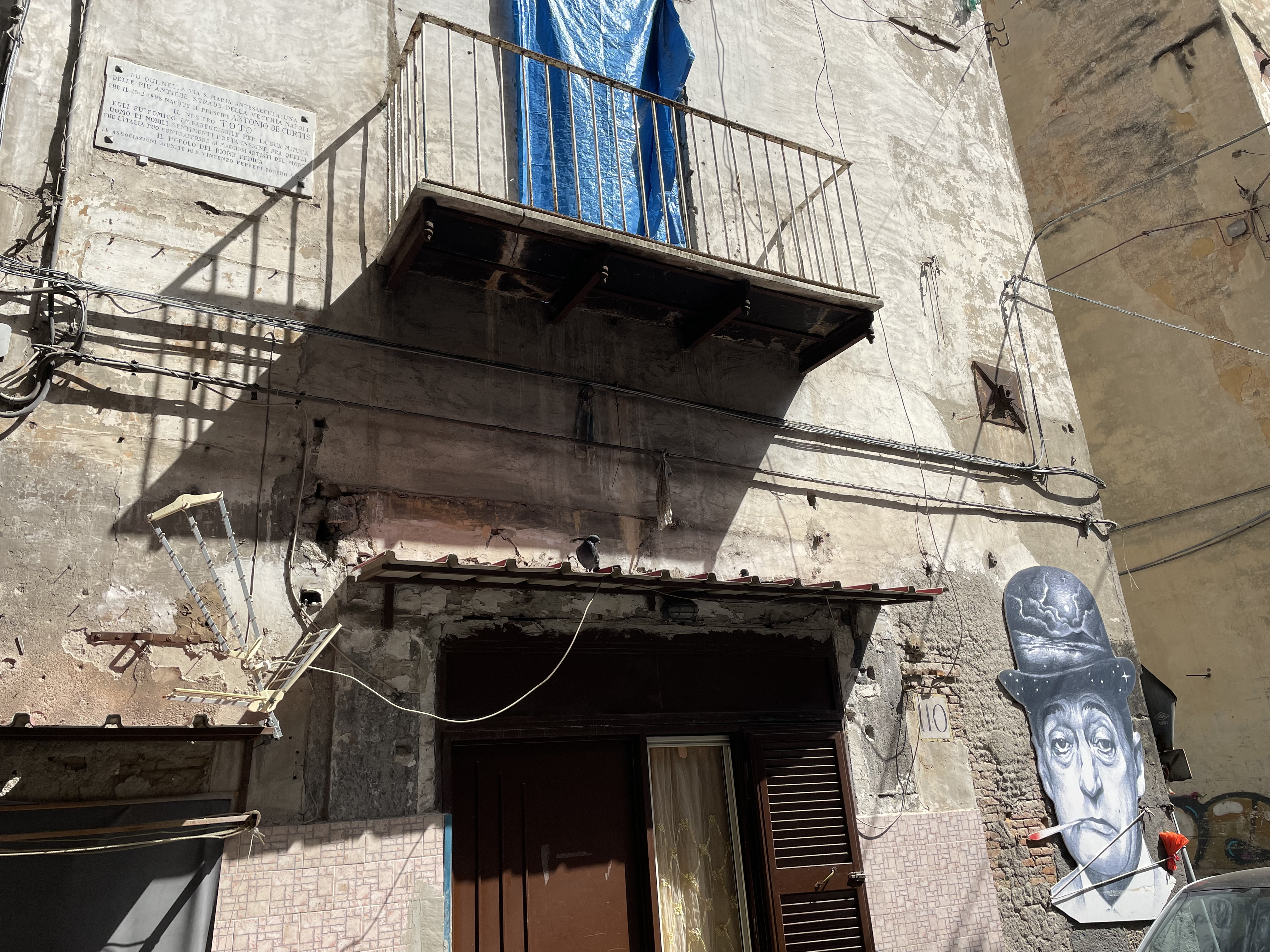
La casa dove Totò visse nel Rione Sanità

### L'ossessione nobiliare
Totò fu membro della Loggia massonica "Fulgor" di Napoli dal luglio 1945 e, in seguito, della Loggia "Fulgor Artis" di Roma, da lui stesso fondata.

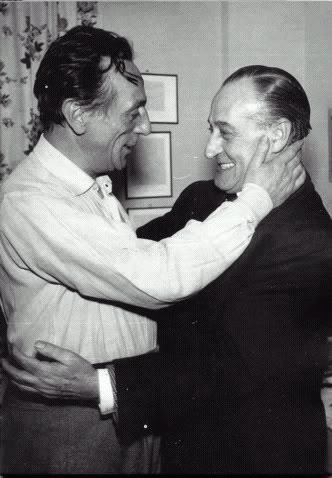
Un incontro tra Totò ed Eduardo (1956)

Entrambe le Logge appartenevano alla "Serenissima Gran Loggia Nazionale Italiana" di piazza del Gesù.
(Totò)
Nel 1933, in cambio della concessione di un vitalizio, Totò ottenne di essere adottato da un anziano nobiluomo napoletano (lontano parente della nonna materna dell'attore), il marchese Francesco Maria Gagliardi di Tertiveri (il D.M. di riconoscimento dell'adozione giunse il 6 maggio 1941). Avendo pertanto acquisito dal marchese il cognome di Gagliardi, da quel momento l'attore intraprese con determinazione lunghe ricerche genealogiche, sostenuto da studiosi e araldisti. Spicca tra questi il conte Luciano Pelliccioni di Poli che, benché giovane, grazie alla sua vasta esperienza in materia araldica ben presto divenne fidato consulente e amico di Totò. L'esito di tali ricerche fu che Totò ritenne di discendere, dal lato paterno, da un ramo dei nobili de Curtis (nello specifico, dai conti di Ferrazzano), che questi a loro volta risalissero alla famiglia aristocratica dei Griffo, e che questa a sua volta discendesse dalla casata bizantina dei Focas, tutte affermazioni successivamente messe in discussione.
Alla conclusione di un lungo iter giudiziario, il 18 luglio 1945 e il 7 agosto 1946 la IV sezione del Tribunale di Napoli emanò sentenze che gli riconobbero diversi titoli gentilizi – Principe, Conte palatino, Nobile, trattamento di Altezza imperiale – registrati a p. 42 del vol. 28 del Libro d'oro della nobiltà italiana tenuto presso l'archivio della Consulta araldica. Poco dopo, però, con la nascita della Repubblica e l'entrata in vigore della Costituzione, la XIV disposizione transitoria e finale stabiliva che nel nuovo ordinamento "I titoli nobiliari non sono riconosciuti. I predicati di quelli esistenti prima del 28 ottobre 1922 valgono come parte del nome”. La neonata repubblica, così, negava ogni valore legale a tutti i titoli nobiliari esistenti, ma al contempo li tutelava esclusivamente come parte del cognome degli interessati.
Di conseguenza, con sentenza 21 maggio 1950 n. 7462 vol. 610, mod. 5 del Tribunale Civile di Napoli, che prendeva atto delle sentenze precedenti, il cognome di Antonio De Curtis venne legalmente rettificato all'anagrafe in "Griffo Focas Flavio Angelo Ducas Comneno Porfirogenito Gagliardi De Curtis Di Bisanzio". All'interno della cappella di famiglia, fatta erigere poco dopo (1951) nel Cimitero di Santa Maria del Pianto a Napoli, Totò scelse però di indicare il proprio nome come "S.A.I. Antonio Focas Flavio Angelo Ducas Comneno De Curtis - Principe imperiale di Bisanzio", omettendo quindi sia i cognomi Griffo e Gagliardi sia il titolo cognomizzato Porfirogenito.
Sulla base delle due sentenze del 1945 e del 1946, Totò continuò comunque a rivendicare i titoli (si ribadisce, dal 1948 privi di qualsiasi valore legale nell'ordinamento vigente in Italia) di "altezza imperiale, conte palatino, cavaliere del Sacro Romano Impero, esarca di Ravenna, duca di Macedonia e di Illiria, principe di Costantinopoli, di Cilicia, di Tessaglia, di Ponto, di Moldavia, di Dardania, del Peloponneso, conte di Cipro e di Epiro, conte e duca di Drivasto e Durazzo", facendo anche coniare delle medaglie d'oro dal peso di 50 grammi l'una, ritraenti il suo profilo come fosse un imperatore romano, che amava regalare ai suoi amici più intimi. Sembra che ben cinque denunce siano state sporte contro l'attore (anche da privati cittadini) per "abuso di titoli nobiliari".

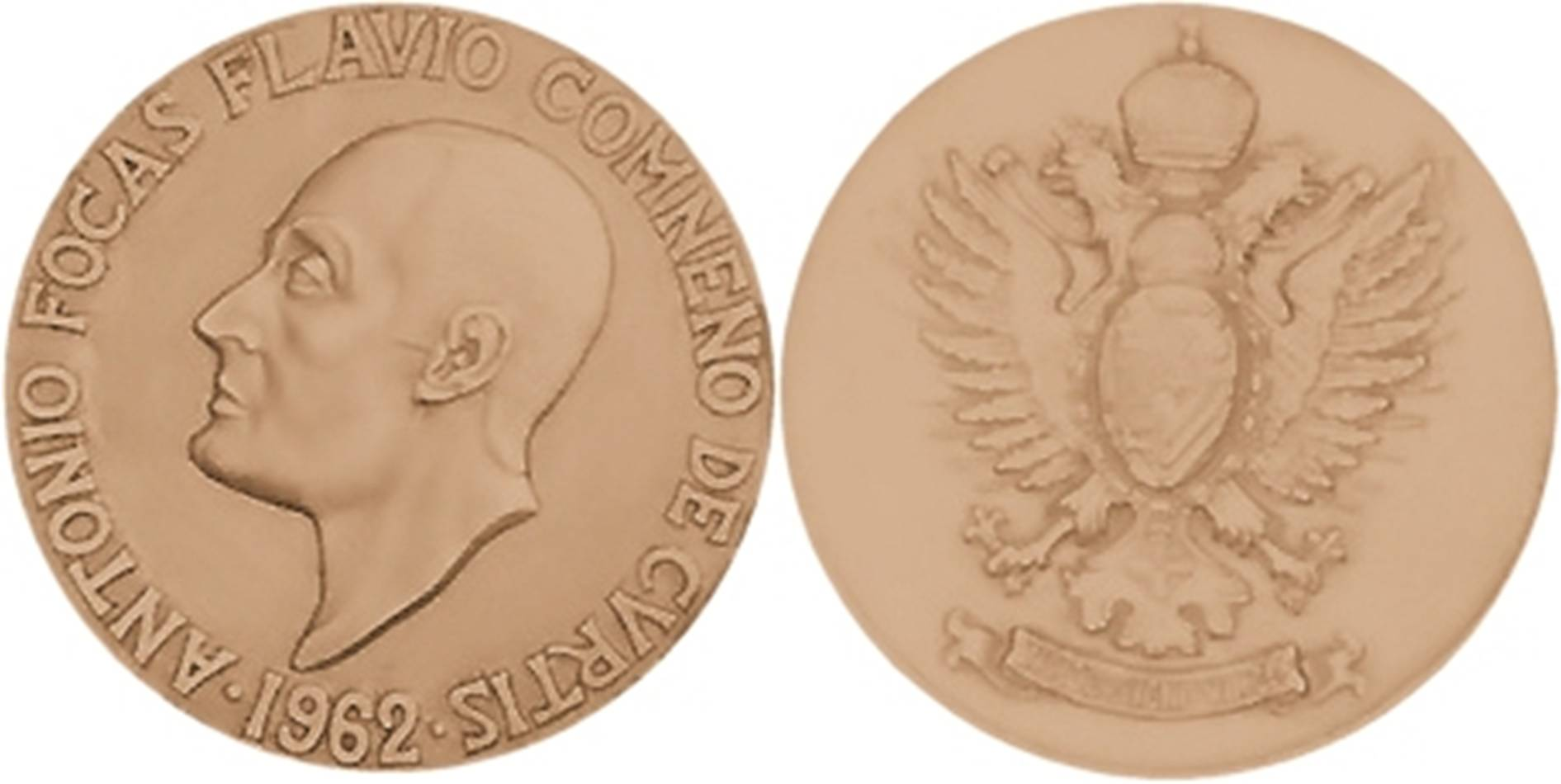
Le medaglie d'oro che Totò fece coniare in seguito al riconoscimento nobiliare

Nel 1963, in un'intervista di Oriana Fallaci, rilasciata per L'Europeo, Totò elencava così i suoi titoli nobiliari:

### La morte
(Nino Manfredi al Telegiornale del 15 aprile 1967)
Alcuni giorni prima della sua morte, Totò disse di chiudere in fallimento e che nessuno lo avrebbe ricordato, dichiarò di non essere stato all'altezza delle infinite possibilità che il palcoscenico gli offriva (riferendosi chiaramente alla sua prima passione, il teatro) e si rimproverò del fatto che avrebbe potuto fare molto di più. Morì nella sua casa di Roma al numero civico 4 di via dei Monti Parioli; alle 3:35 del mattino (l'ora in cui era solito coricarsi era le 3:30 circa) del 15 aprile 1967, all'età di 69 anni: venne stroncato da un infarto dopo una lunga agonia, tanto sofferta che lui stesso pregò i familiari e il medico curante di lasciarlo morire. Proprio la sera del 13 aprile aveva confessato al suo autista Carlo Cafiero: «Cafie', non ti nascondo che stasera mi sento una vera schifezza». Secondo la figlia Liliana, le sue ultime parole furono: «Ricordatevi che sono cattolico apostolico romano», mentre a Franca Faldini disse: «T'aggio voluto bene Franca, proprio assai.»

#### I funerali
(Franca Faldini, citando le parole di Totò)

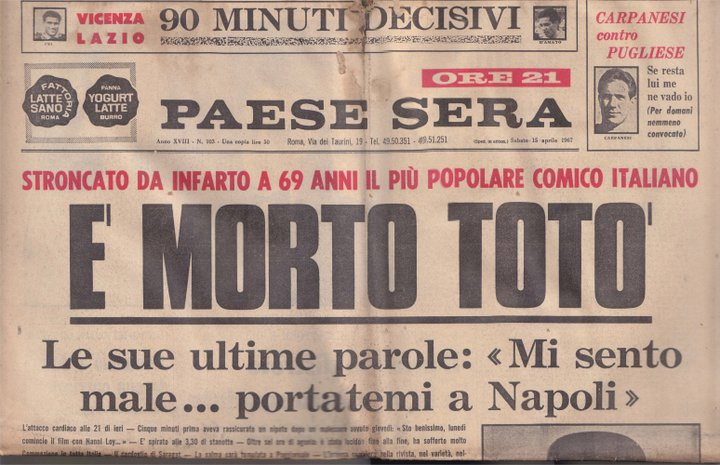
Paese Sera riporta la notizia della scomparsa di Totò

Nonostante l'attore avesse sempre espresso il desiderio di avere un funerale semplice, ne ebbe addirittura tre. Il primo fu nella capitale, dove morì: la sua salma fu vegliata per due giorni dalle principali personalità, dello spettacolo e non, giunte da tutta Italia per commemorarlo e rimpiangerlo. Fu accompagnata da più di duemila persone nella basilica di Sant'Eugenio, dove si svolse la cerimonia funebre. Tra le personalità dello spettacolo presenti figuravano Alberto Sordi, Elsa Martinelli, Olga Villi, Luigi Zampa e Luciano Salce; parteciparono anche quei registi che lo avevano ignorato e i critici, che in gran parte lo avevano avversato e considerato un artista inconsistente e volgare. Sulla sua bara furono poggiati la famosa bombetta con cui aveva esordito e un garofano rosso. La cerimonia si limitò a una semplice benedizione, a causa delle difficoltà poste dalle autorità religiose per il suo legame con Franca Faldini, che fu fatta uscire di casa mentre il prete benediceva la salma.
Il secondo funerale si svolse a Napoli, la sua città natale, alla quale era particolarmente legato: il 17 aprile, nel pomeriggio, il feretro partì verso la città, scortato da circa trenta vetture. La città sospese ogni attività dalle 16 alle 18,30: fu interrotto il traffico, i muri delle strade furono riempiti di manifesti di cordoglio, le serrande dei negozi vennero abbassate e i portoni degli edifici socchiusi in segno di lutto. Tra gli altri personaggi dello spettacolo e amici stretti, ad attendere il feretro c'erano i fratelli Nino e Carlo Taranto, Ugo D'Alessio, Luisa Conte, Dolores Palumbo. A causa della grande affluenza, il furgone che trasportava la salma impiegò due ore per raggiungere la basilica santuario di Santa Maria del Carmine Maggiore, dove si svolsero i funerali di fronte a circa 250 000 persone, tra bandiere, stendardi e corone.
L'orazione funebre venne tenuta da Nino Taranto:
Dopo il rito funebre, le autorità furono costrette a far uscire la salma da una porta secondaria, mentre all'interno della basilica si susseguirono scene di panico e svenimenti; nella baraonda ci furono anche quattro feriti: due donne e due agenti di polizia. Il corpo di Totò venne così scortato da motociclisti della polizia al cimitero di Santa Maria del Pianto, ove ad attendere c'erano Franca Faldini, la figlia Liliana con il marito, Eduardo Clemente e Mario Castellani, che per via della straripante folla decisero di non assistere alla funzione religiosa e raggiunsero direttamente in auto il cimitero. Totò fu sepolto nella tomba di famiglia accanto ai genitori, al piccolo Massenzio e a Liliana Castagnola.
Un capoguappo del Rione Sanità (il suo quartiere natio) volle organizzare il terzo funerale il 22 maggio, pochi giorni dopo il trigesimo; a esso aderì un numero altrettanto vasto di persone, nonostante la bara dell'attore fosse vuota.
Eduardo De Filippo, con un partecipato articolo, lo ricordò dalle pagine del quotidiano Paese Sera nel giorno della sua scomparsa.

## Nella cultura di massa
(Totò)

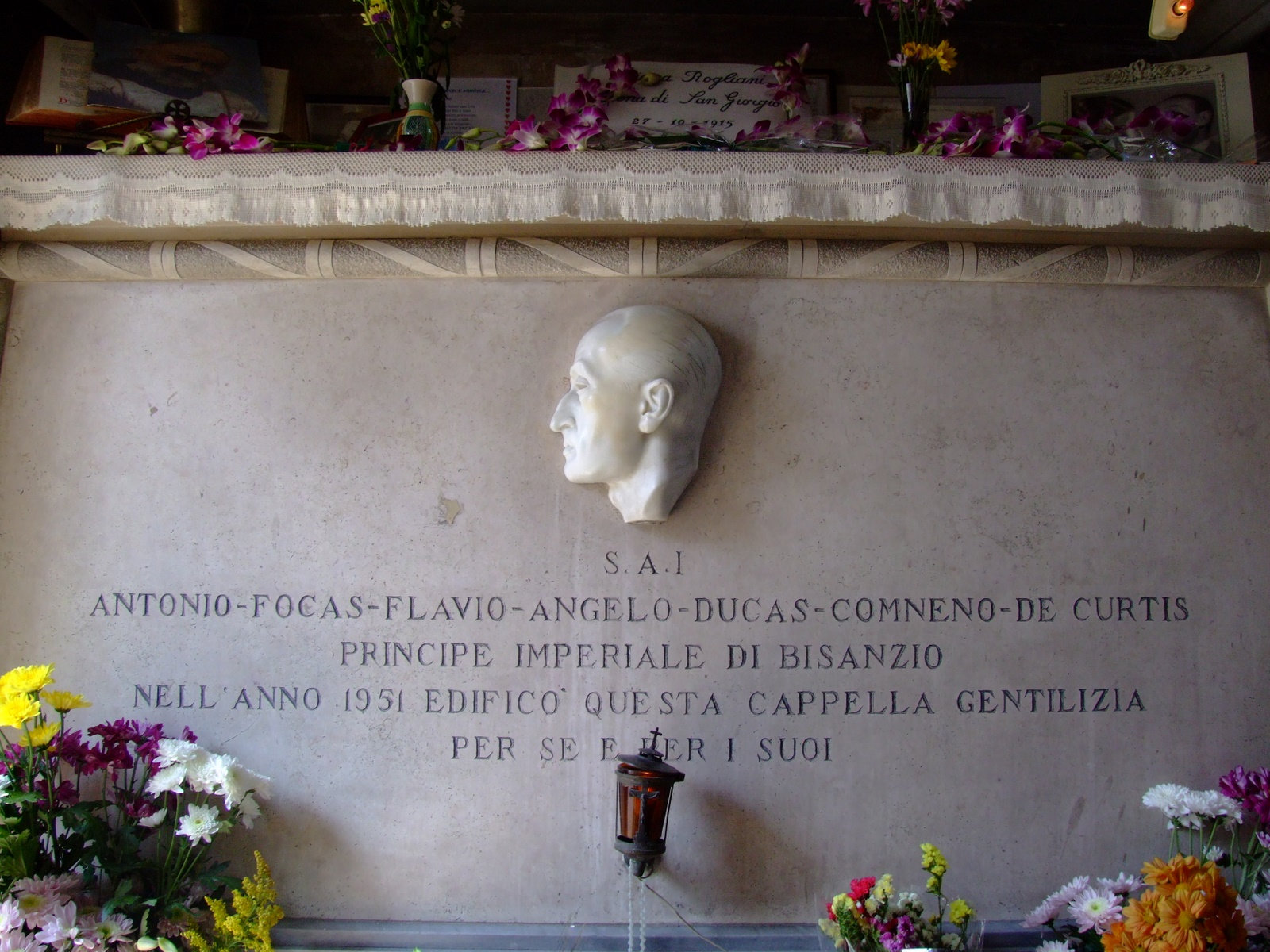
La tomba di Totò è una delle più visitate dagli italiani, che spesso vi si recano per lasciare dolci e biglietti

Con la sua considerevole attività di attore e umorista, Totò è entrato nella cultura popolare di intere generazioni di italiani. Secondo un sondaggio del 2009, condotto dal giornale online quinews.it con mille intervistati equamente distribuiti per fasce d'età, sesso e collocazione geografica (Nord, Centro, Sud e Isole), Totò è risultato essere il comico italiano più conosciuto e amato, seguito rispettivamente da Alberto Sordi e Massimo Troisi. I suoi film, visti all'epoca da oltre 270 milioni di spettatori (un primato nella storia del cinema italiano), molti dei quali rimasti attuali per satira e ironia, sono stati raccolti in collane di VHS e DVD in svariate occasioni e vengono ancora oggi costantemente trasmessi dalle reti televisive italiane, oltre a essere presenti nella quasi totalità sui servizi di streaming più popolari riscuotendo successo anche tra il pubblico più giovane. Inoltre alcune sue celebri battute, espressioni-mimiche e gag sono divenute perifrasi entrate nel patrimonio comune della lingua italiana.
Umberto Eco ha espresso così l'importanza di Totò nella cultura italiana: «In questo universo globalizzato in cui pare che ormai tutti vedano gli stessi film e mangino lo stesso cibo, esistono ancora fratture abissali e incolmabili tra cultura e cultura. Come faranno mai a intendersi due popoli di cui uno ignora Totò?» Su Il Foglio Pietro Favari, commentando la generale decadenza dei palinsesti estivi, ha paragonato la costante presenza di Totò a un’opera d’arte che «con il tempo non invecchia, non passa di moda, ma piuttosto aumenta il suo valore.» Molti italiani, ancora oggi, si rivolgono a Totò inviando lettere e biglietti alla sua tomba, per confidarsi, chiedere favori e addirittura grazie, come fosse un santo.
Liliana De Curtis, figlia di Totò scomparsa a 89 anni nel giugno 2022, è sempre stata attiva per mantenere vivo il ricordo del padre; in particolare, si è battuta per la creazione di un museo dedicato alla sua memoria. Si era pensato dapprima di adibirlo nella storica casa nel Rione Sanità, passaggio complicato dalla proprietà privata dell'immobile; in seguito il comune di Napoli decise di individuare una sede ritenuta più idonea nelle sale del vicino (350 metri) Palazzo dello Spagnolo, ma anche l'apertura del museo in questa sede è stata posticipata di anno in anno. Poco dopo la morte di Liliana De Curtis, si è ipotizzato di realizzare il museo nel Palazzo del Monte di Pietà a Spaccanapoli.

### Totò all'estero
(Totò)

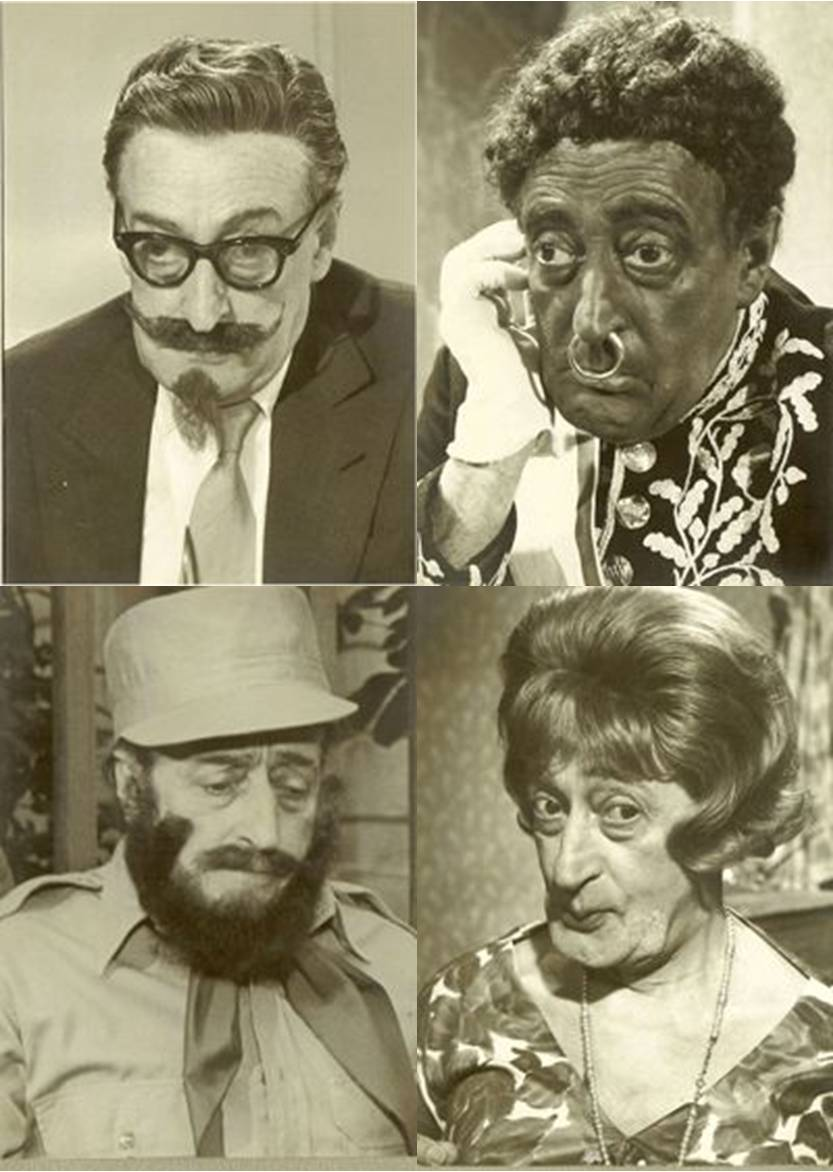
Nei panni del comm. Russo Lanotte, del finto ambasciatore del Katonga, di Fidel Castro e della piccola Lola nel film Totòtruffa '62 (1961)

Malgrado alcuni spettacoli teatrali tenuti fuori Italia e alcuni suoi film esportati (come Guardie e ladri), Totò non ha mai goduto di grande popolarità oltre i confini nazionali. Lui stesso ne era cosciente e anche per questo coltivava il sogno di prender parte a un film muto, essendo del pensiero che la comicità vada espressa essenzialmente con il linguaggio del corpo. Una volta assistette a una proiezione del suo Totò sceicco in Francia e rivelò di essere uscito prima che fosse terminata poiché rimase deluso di come la traduzione avesse distorto le battute e il senso del film.
A questo proposito, Claudio G. Fava ha spiegato che «Totò era un comico di linguaggio, e come tale non fu mai esportabile». Luciano De Crescenzo ha altresì affermato: «Di fatti: come è possibile far capire a un contadino dell'Arkansas cosa vuol dire "Sono un uomo di mondo perché ho fatto il militare a Cuneo". O ancora: "a prescindere", "eziandìo", "mi scompiscio" o "tomo tomo, cacchio cacchio"?»
Nonostante questi vincoli, alcuni attori stranieri non hanno nascosto di apprezzare la comicità gestuale di Totò: come ad esempio Jim Belushi, che lo ha definito un «clown meraviglioso» o George Clooney che, intervistato in Italia in occasione del remake de I soliti ignoti, Welcome to Collinwood (2002), in cui Clooney interpreta proprio il ruolo che nella versione originale era di Totò, ha dichiarato: «Era un vero poeta popolare, un fantasista espertissimo nell'arte di arrangiarsi e di arrangiare ogni gesto ed espressione» precisando inoltre che, secondo il suo parere, tutti i comici più celebri come Jerry Lewis, Woody Allen o Jim Carrey devono qualcosa all'attore italiano.
«Non era certo solo un comico, proprio come Buster Keaton. I suoi film potrebbero essere anche muti: riesce sempre a trasmettere il senso della storia. Grazie ai vostri sceneggiatori e alla sua mimica, dai suoi film traspare un personaggio a tutto tondo: astuto, ingenuo e anche vessato dalle circostanze della vita. Per questo continuerà a essere imitato, senza speranza di eguagliarlo. C'è sempre suspense nella sua recitazione: si aspetta una sua nuova battuta, una strizzatina d'occhi, ma resta imprevedibile il suo modo di sviluppare una storia.»

### Tributi
Molti sono i tributi dell'Italia a Totò, come scuole, statue, vie e teatri; di seguito ne sono riportati alcuni.
- Museo all'interno del Palazzo dello Spagnolo nel Rione Sanità, Napoli (istituito ma mai aperto).[237][238]
- Fontana delle Paperelle a lui intitolata e targa commemorativa in piazza Cavour a Napoli (2006).[239][N 35]
- Busto eretto a Casalnuovo di Napoli (1980).[239]
- Statua a Cinecittà, Roma.[240]
- Statua di bronzo al Rione Alto, Napoli (1999).[239]
- Mezzobusto in piazza Cola di Rienzo, Roma.[241]
- Mezzobusto all'interno del parco della stazione di Valmontone.
- Busto di bronzo nel cortile del municipio di Cuneo, proveniente da Alassio.[242]
- Parco a lui intitolato e statua a Bagnoli, Napoli (2007).[239]
- Parco Antonio de Curtis a Formia (LT).[243]
- Iscrizione su lapide posta sulla sua casa natia nel Rione Sanità.[239][N 36]
- Targa d'ottone circolare in viale Verdi, a Montecatini Terme.
- Scuola Media Statale Antonio De Curtis in zona Torrenova, Roma.[244]
- Scuola Media Statale Antonio De Curtis a Casavatore.
- Scuola Elementare Antonio De Curtis a Roma.[243]
- Scuola Elementare Antonio De Curtis a Ercolano.
- Scuola Comunale dell'infanzia Antonio De Curtis in via Antonio De Curtis, Sammichele di Bari.
- Istituto Comprensivo Statale Antonio De Curtis in viale Kennedy, Aversa.[243]
- Cineforum Antonio de Curtis a S. Tammaro.[243]
- Teatro Totò in via Frediano Cavara a Napoli.[245]
- Teatro Sala de Curtis a Catania in via Duca degli Abruzzi.
- Teatro Totò a Roma, piazza Meucci.
- Primo circolo didattico Antonio de Curtis, Totò a Palma Campania, provincia di Napoli.
- Scalinata principe Antonio de Curtis Totò a Porto Azzurro, Isola d'Elba.[243]
- Largo Principe Antonio de Curtis a Roccasecca, provincia di Frosinone.
- Piazza Totò nel centro storico di Cuneo.[246]
- Piazza Antonio de Curtis in arte Totò a Venafro, in provincia di Isernia.
- Piazzale Antonio de Curtis in arte Totò a Monghidoro, Comune dell'Appennino bolognese.
- Piazza A. de Curtis detto Totò a Cattolica, in provincia di Rimini.[243]
- Via Antonio De Curtis in arte Totò a Misterbianco (Catania).
- Numerose vie dedicate ("via Totò", "via Antonio De Curtis", "via Principe De Curtis"...) in gran parte d'Italia; da segnalare via Atonio De Curtis (erroneamente riportata senza la prima N in "Antonio") a Sant'Arpino, in provincia di Caserta.[247]
- Statua in Bronzo in piazza A. De Curtis a Bellizzi, provincia di Salerno.

#### 50° della morte
Il 15 aprile 2017, in occasione dei cinquant'anni dalla scomparsa, la città di Napoli ha inaugurato un monolite in suo onore e ha ospitato la mostra Totò Genio, con un'inedita collezione di documenti, testimonianze, abiti di scena, locandine, ritratti di artisti del Novecento. Dal canto suo, l'Università degli Studi di Napoli Federico II gli ha conferito la Laurea honoris causa alla memoria in "Discipline della Musica e dello Spettacolo. Storia e Teoria". Inoltre la Zecca dello Stato ha coniato una moneta da 5 euro in suo onore, la cui emissione ufficiale è avvenuta nell'autunno del 2017. La moneta è stata realizzata in metallo bronzital-cupronichel da Uliana Pernazza, in tiratura limitata di 15 000 pezzi. Sul dritto l'attore è raffigurato in una tipica maschera teatrale, sul rovescio appaiono elementi cinematografici con al centro una caratteristica mossa delle mani del comico.

## Filmografia

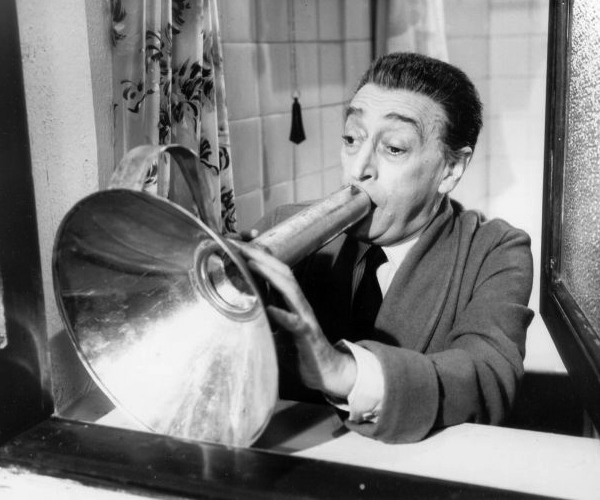
Totò nel film Gli onorevoli (1963)

Totò interpretò dal 1937 fino alla morte (nel 1967) ben 97 film per il grande schermo, quasi sempre come attore protagonista, per una media di oltre tre all'anno (numero che non tiene conto della sua pausa durante la guerra). Lavorò con 42 registi differenti, quelli con cui produsse maggiormente furono Mario Mattoli (16 film), Steno (14 film), Camillo Mastrocinque (11 film), Sergio Corbucci (7 film), Mario Monicelli (7 film) e Carlo Ludovico Bragaglia (6 film). Oltre a ciò va considerato anche un cospicuo numero di progetti mai realizzati.

## Teatro
(Mario Castellani)
Totò portò in scena, dal 1928 al 1957 (anno in cui dovette forzatamente abbandonare le scene a causa della malattia agli occhi) circa 40 spettacoli tra commedie e rappresentazione di avanspettacolo (fino al 1939), oltre a dodici "grandi riviste" negli anni quaranta e cinquanta. A partire dal 1931 Totò figura spesso anche come autore. In tale elenco non vengono inoltre riportati tutti i titoli degli spettacoli precedenti al 1928 (in particolare a partire dal 1922), realizzati con la compagnia di Giuseppe Jovinelli e presso la Sala Umberto di Roma.
Nella compagnia di Isa Bluette:

Totò interpreta d'Artagnan nello spettacolo teatrale I tre moschettieri, brandendo una stampella come spada

- 1928: Madama Follia, di Ripp (Luigi Miaglia) e Bel Ami (Anacleto Francini);
- 1928: Il Paradiso delle donne, di Ripp e Bel Ami;
- 1928: Mille e una donna, di Ripp e Bel Ami;
- 1928: Girotondo, di Ripp e Bel Ami;
- 1928: Peccati... e poi Virtudi, di Masera (Marchesotti, Segurini e Rapetti).

Nella compagnia di Achille Maresca:
- 1928: Sì, sì, Susette, di Ripp e Bel Ami;
- 1928: La stella del Charleston, di Giovanni Manca e Refrain;
- 1929: Monna Eva, di Paolo Reni;
- 1929: La giostra dell'amore, di Cherubini, Armando Fragna e Cesare Andrea Bixio.

Nella Compagnia Stabile Napoletana Molinari di Enzo Aulicino:
- 1929: Messalina, di Kokasse (pseudonimo di Mario Mangini) e Mascaria (pseudonimo di Maria Scarpetta, figlia di Eduardo Scarpetta);
- 1929: Lo balcone de Rusinella, di Eduardo Scarpetta;
- 1929: Santarellina, di Henri Meilhac e Ludovic Halévy. Riduzione di Mario Mangini;
- 1929: Miseria e nobiltà, di Eduardo Scarpetta;
- 1929: Amore e cinema, di Carlo Mauro;
- 1929: Il processo di Mary De' Can, di Carlo Mauro;
- 1929: Bacco, Tabacco e Venere, di Mario Mangini e Carlo Mauro
- 1930: I tre moschettieri, di Kokasse.

Nella compagnia di Achille Maresca:
- 1931: La vile seduttrice, di Ripp e Bel Ami;
- 1931: La vergine di Budda, primo avanspettacolo scritto da Antonio De Curtis, Totò.

Nella Compagnia di Riviste e Fantasie Comiche Totò:
- 1932: Colori nuovi, scritto da Antonio De Curtis e Guglielmo Inglese;
- 1932: Ridi che ti passa, scritto da Antonio De Curtis e Guglielmo Inglese;
- 1932: Era lui, sì... sì...! Era lei, no... no...!, di Antonio De Curtis e Guglielmo Inglese;
- 1932: La vergine indiana, scritto da Antonio De Curtis;
- 1932: Totò, Charlot per amore, scritto da Antonio De Curtis;
- 1933: Al Pappagallo (Compagnie di riviste di Totò);
- 1933: Se quell'evaso fossi io, di Bel Ami;
- 1933: Questo non è sonoro, di Tramonti (pseudonimo di Paolo Rampezzotti);
- 1933: Il mondo è tuo, scritto da Antonio De Curtis e Cliquette (pseudonimo di Diana Rogliani, moglie di Totò);
- 1933: La banda delle gialle, di Tramonti;
- 1933: Dalla calza al dollaro, di Tramonti;
- 1933: Il grand'Otello, di Bel Ami;
- 1934: La mummia vivente, di Bel Ami e Tramonti;
- 1934: I tre moschettieri, di Mario Mangini e Tramonti;
- 1935: Belle o brutte mi piaccion tutte, di Guglielmo Inglese e Tramonti;
- 1936: 50 milioni... c'è da impazzire!, scritto da Antonio De Curtis e Guglielmo Inglese;
- 1936: Una terribile notte, di Mario Mangini;
- 1937: Dei due chi sarà, scritto da Antonio De Curtis;
- 1937: Uomini a nolo, scritto da Antonio De Curtis e Bel Ami;
- 1937: Novanta fa la paura, scritto da Antonio De Curtis;
- 1938: Se fossi un Don Giovanni, scritto da Antonio De Curtis;
- 1938: L'ultimo Tarzan, scritto da Antonio De Curtis;
- 1938: Accade una notte che..., scritto da Antonio De Curtis;
- 1939: Fra moglie e marito, la suocera e il dito, ultimo avanspettacolo scritto da Antonio De Curtis.

Il ciclo della Grande Rivista:
- 1940-1941: Quando meno te l'aspetti..., scritta da Michele Galdieri e messa in scena dalla Compagnia Grandi Riviste Totò;
- 1941-1942: Volumineide, scritta da Michele Galdieri e messa in scena dalla Compagnia Teatrale Errepi di Remigio Paone;
- 1942-1943: Orlando curioso, scritta da Michele Galdieri e messa in scena dalla Compagnia Teatrale Errepi di Remigio Paone;
- 1943-1944: Aria nuova, scritta da Antonio De Curtis e messa in scena dalla Compagnia Totò organizzata da Antonio De Curtis ed Elio Gigante;
  - Che ti sei messo in testa?, scritta da Michele Galdieri prima della liberazione di Roma (4 giugno 1944) e messa in scena dalla Compagnia Grandi Riviste Totò-Magnani;
- 1944-1945: Con un palmo di naso, scritta da Michele Galdieri subito dopo la liberazione di Roma, e messa in scena dalla Compagnia Grandi Riviste Totò-Magnani;
  - Imputati... alziamoci!, scritta da Michele Galdieri e messa in scena dalla Compagnia Totò-D'Albert di Remigio Paone;
- 1945-1946: Un anno dopo, scritta da Oreste Biancoli e messa in scena dalla Compagnia Totò-D'Albert di Remigio Paone, con Lucy D'Albert, Vittorio Caprioli e Alberto Bonucci;
- 1946-1947: Eravamo sette sorelle scritta da Aldo De Benedetti e Michele Galdieri e messa in scena dalla Compagnia Totò di Romagnoli;
  - Ma se ci toccano nel nostro debole... scritta da Nelli, Mangini, Garinei & Giovannini e messa in scena dalla Compagnia Totò di Romagnoli;
- 1947-1948: C'era una volta il mondo, scritta da Michele Galdieri e messa in scena dalla Compagnia Spettacolo Errepi di Remigio Paone, che presenta la Compagnia Totò-Barzizza;
- 1949-1950: Bada che ti mangio!, scritta da Michele Galdieri e Antonio De Curtis e messa in scena dalla Compagnia Spettacoli Errepi di Remigio Paone, che presenta la Grande Compagnia di Riviste Totò-Barzizza-Giusti;
- 1956-1957: A prescindere, scritta da Nelli e Mangini e messa in scena dalla Compagnia Spettacoli Errepi di Remigio Paone che presenta la Compagnia Totò-Yvonne Menard (l'ultima rivista di Totò, interrotta per la grave malattia agli occhi del comico nel maggio 1957, al Teatro Politeama di Palermo).

## Poesie
La lista completa delle poesie scritte da Totò (tra parentesi, il titolo in italiano), è la seguente:
- 'A livella (La livella)
- 'A passiona mia erano 'e rrose (La mia passione erano le rose)
- Uocchie 'ncantatore (Occhio incantatore)
- 'Ncantesimo (Incantesimo)
- Esempio
- Calannario
- Essa
- La donna
- Ma che dulore (Ma che dolore)
- 'O sole (Il sole)
- A Franca
- Preghiera del clown
- 'A vita è ingiusta (La vita è ingiusta)
- Tutto è finito
- Chi è ll'ommo (Chi è l'uomo)
- 'E dduje 'nnammurate (I due innamorati)
- Riflessione
- 'A 'mmasciata (L'ambasciata)
- Statuina a Francesca
- 'A femmena (La femmina)
- Pe nun te scurdà cchiù (Per non scordarti più)
- Viola d'ammore (Viola d'amore)
- Siamo uomini o caporali
- Cuore
- 'A cchiu' bella (La più bella)
- Ho bisogno di rivederti
- 'O piso (Il peso)
- Che me manca!
- Donna Amalia
- Pe sta vicino a tte (Per stare vicino a te)
- La società
- Napule, tu e io (Napoli, tu e io)

- 'O saccio sultant'io (Lo so soltanto io)
- Passione
- Il dramma di Don Ciccio Caccavalle
- 'A cchiu' sincera (La più sincera)
- Nu iuorno all'intrasatta (Un giorno all'improvviso)
- All'intrasatta... (All'improvviso)
- Ricunuscenza (Riconoscenza)
- 'A mundana (La prostituta)
- Dick
- Zuoccole, tammorre e femmene (Zoccoli, tamburi e donne)
- Si fosse n'auciello (Se fossi un uccello)
- 'Ngiulina (Angelina)
- Balcune e llogge (Balconi e logge)
- Ll'ammore (L'amore)
- Uocchie ca mme parlate (Occhi che mi parlate)
- 'A statuetta (La statuetta)
- 'A cunzegna (La consegna)
- Ammore perduto (Amore perduto)
- 'A nnammurata mia (La mia fidanzata)
- Core analfabeta (Cuore analfabeta)
- 'E ccorna (Le corna)
- 'O schiattamuorto (Il becchino)
- Felicità
- 'A vita (La vita)
- Il fine dicitore
- Bianchina
- 'E pezziente (I pezzenti)
- 'A speranza (La speranza)
- Il cimitero della civiltà
- Sarchiapone e Ludovico
- L'indesiderabile
- L'acquaiola

## Canzoni
La lista delle canzoni scritte (e alcune interpretate) da Totò, è la seguente:
- La mazurka dei vent'anni, cantata da Totò nel film San Giovanni decollato (1940)
- Margherita, cantata da Totò nel film L'allegro fantasma (1941)
- Girotondo, cantata da Totò con il Trio Primavera nel film L'allegro fantasma (1941)
- La mazurka di Totò, cantata da Totò nel film Totò le Mokò (1949)
- Ischia mia, cantata da Giacomo Rondinella (1951)
- Malafemmena, cantata da più artisti, tra cui Giacomo Rondinella, Roberto Murolo, Lina Sastri, Fausto Leali, Franco Simone e James Senese (1951). Viene cantata anche da Teddy Reno nel film Totò, Peppino e la... malafemmina (1956). Anche Gabriella Ferri la cantò in una puntata del varietà RAI Mazzabubù (1975).
- Nun si 'na femmena, cantata da Totò nel film Totò terzo uomo (1951)
- Sulo, cantata da Giacomo Rondinella (1951)
- Casa mia, cantata da Totò e Giacomo Rondinella nel film Dov'è la libertà...? (1952)
- Comme a nu' carcerato (2º premio festival Cava dei Tirreni 1952 di De Curtis, Nello Franzese, Porcaro)
- Me diciste 'na sera (1952; di De Curtis, Nello Franzese, Porcaro)
- A chi non lo sapesse, cantata da Giacomo Rondinella (1952)
- Isola d'oro, cantata da Giacomo Rondinella (1952)
- Uocchie ca me parlate, cantata da Totò nel film Dov'è la libertà...? (1952)
- Non voglio amare più, cantata da Giacomo Rondinella (1952)
- Me songo annammurato, cantata da Totò nel film Dov'è la libertà...? (1952)
- Margellina blu, cantata da Franco Ricci (1953)
- Carme' Carme', cantata da Nicola Maldacea Jr. nel film Un turco napoletano (1953)
- Ddoje strade, cantata da Amedeo Pariante (1953)
- Nemica, cantata da Roberto Murolo (1954)
- Con te, cantata da Natalino Otto, Achille Togliani e L. Morosini (1954), presentata al Festival di Sanremo (cantata anche in spagnolo nel 1967 da Ernesto Bonino)

- Aggio perduto 'ammore, cantata da Roberto Murolo (1954)
- Abbracciato cu' tte, cantata da Achille Togliani nel film Destinazione Piovarolo (1955)
- Luntano 'a te, cantata da Franco Ricci (1955)
- Tu si tutto pe' mme, cantata da Achille Togliani (1955)
- Core analfabeta, cantata da Totò nel film Siamo uomini o caporali (1955)
- Che me diciste a 'ffa, cantata da Fausto Cigliano (1956)
- Miss, mia cara miss, cantata da Totò nel film Totò a Parigi (1958)
- Mariarosa, cantata da Claudio Villa (1960)
- Geppina Gepi, cantata da Totò e Anna Magnani nel film Risate di gioia (1960)
- Rapallo, cantata da Achille Togliani (1961)
- Le Lavandou, cantata da Achille Togliani (1961)
- Filomè, cantata da Nino Taranto (1961)
- Piccerella, piccerè, cantata da Nino Taranto (1961)
- L'ammore avesse 'a essere, cantata da T. Pane (1962)
- Baciami, cantata da Totò e Mina nella trasmissione RAI Studio Uno (1965)
- Veleno, cantata da Totò e i Rokes nel film Rita la figlia americana (1965)
- Carmè, Carmè, cantata da Totò e Ninetto Davoli nel film Uccellacci e uccellini (1966)

Canzoni solo interpretate:
- Il bel Ciccillo, cantata nel film Yvonne la Nuit
- Marcello il bello
- Nel paese dei balocchi, cantata insieme a Mario Castellani

## Discografia
Nel 1942 Totò è scritturato dalla casa discografica Columbia (o meglio dalla S.A. "La Voce del Padrone-Columbia-Marconiphone" di Milano) che sta proponendo una serie di dischi incisi da attori del teatro e del varietà, tra i quali Vittorio De Sica, Macario, Aldo Fabrizi, Nino Taranto, Wanda Osiris. I dischi di Totò nella singolare veste di cantante, pubblicati nel pieno della guerra, passano sostanzialmente inosservati e di questi si perdono completamente le tracce, a tal punto che quando nel 1967 uscì il 33 giri (formato 45 giri) contenente la poesia 'A livella e lo sketch "Pasquale" (interpretato con Mario Castellani), questo venne reclamizzato come "Il primo disco inciso da Totò". A esso seguì il Long playing 33 giri, ultimo disco inciso da Totò, contenente diverse poesie e gli sketch "Ufficio di collocamento", "Lallo parrucchiere per signora", "Serafino Bolletta premio Nobel", "Vagone letto", "Medaglia al valor civile".
Totò come cantante incise in tutto tre dischi commercializzati dalla Columbia nel mese di aprile del 1942:
- Disco BQ 6024, contenente il brano in due parti Serenata a Margherita di Michele Galdieri, interpretato con Mario Castellani, accompagnato con chitarra, tratto dalla rivista di M. Galdieri Quando meno te lo aspetti del 1941.
- Disco BQ 6025, contenente i seguenti brani, entrambi tratti dalla rivista di M. Galdieri Volumineide del 1942: 
  - Marcello il bello (CB 10735), musica di Giovanni D’Anzi (1906-1974) – testo di M. Galdieri, orchestra del Maestro Consiglio
  - Nel paese dei balocchi (CB 10738), musica di Giovanni Fusco (1906-1968) – testo di M. Galdieri, cantata in coppia con M. Castellani, orchestra del Maestro Consiglio
- Disco D.Q. 3678, contenente due canzoni cantate da Totò tratte dal film San Giovanni decollato (Capitani film - 1940), musica di Armando Fragna (1898-1972), versi Bixio Cherubini (1899-1987), orchestra del Maestro Consiglio:
  - La mazurca dei vent'anni (CB 10739)
  - La quadriglia di famiglia (CB 10740)

## Riconoscimenti
- Festival di Cannes
  - 1966 – Menzione speciale per l'interpretazione in Uccellacci e uccellini
- Nastro d'argento
  - 1952 – Miglior attore protagonista per Guardie e ladri[123]
  - 1966 – Candidatura al miglior attore non protagonista per La mandragola
  - 1967 – Miglior attore protagonista per Uccellacci e uccellini
- Globo d'oro
  - 1966 – Miglior attore per Uccellacci e Uccellini
- ANICA
  - 1959 – Targa d'oro
- Grolla d'oro
  - 1961 – Premio alla carriera (mai ritirato)

## Doppiatori italiani
- Carlo Croccolo in I due marescialli, Totò diabolicus (Laudomia di Torrealta), Operazione San Gennaro, Le streghe
- Giovanna Cigoli in Il più comico spettacolo del mondo (madre di Tottons)
- Emilio Cigoli in Totò a Parigi (marchese Gastone de Chemantel de Beauvoiron)
- Amilcare Pettinelli in Totò contro Maciste (Sabakis)
- Renato Turi in Totò diabolicus (monsignor Antonino di Torrealta)

## Galleria d'immagini

Totò in una delle sue classiche espressioni, qui nel film Guardie e ladri
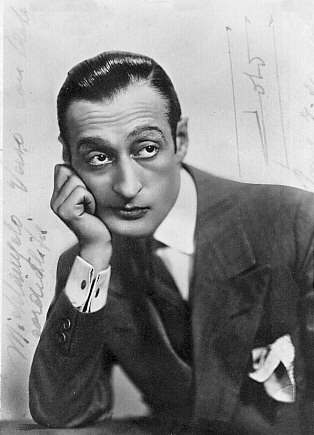
Totò verso la fine degli anni venti
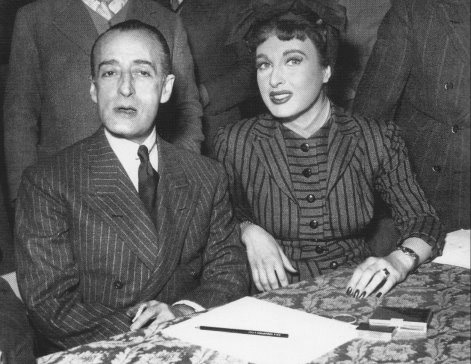
Insieme all'attrice Silvana Pampanini, da lui insistentemente corteggiata all'inizio degli anni cinquanta
Con Aldo Fabrizi sul set del film I tartassati
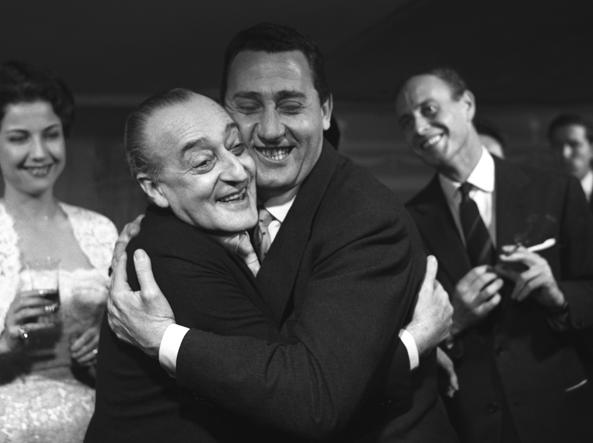
Con Alberto Sordi
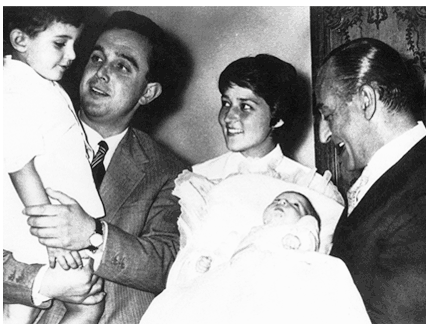
Insieme a Gianni Buffardi, Liliana de Curtis e i nipoti
Totò con Roberto Murolo
Con Gina Lollobrigida